# Liste der Kulturdenkmale in Kirchberg (Sachsen)

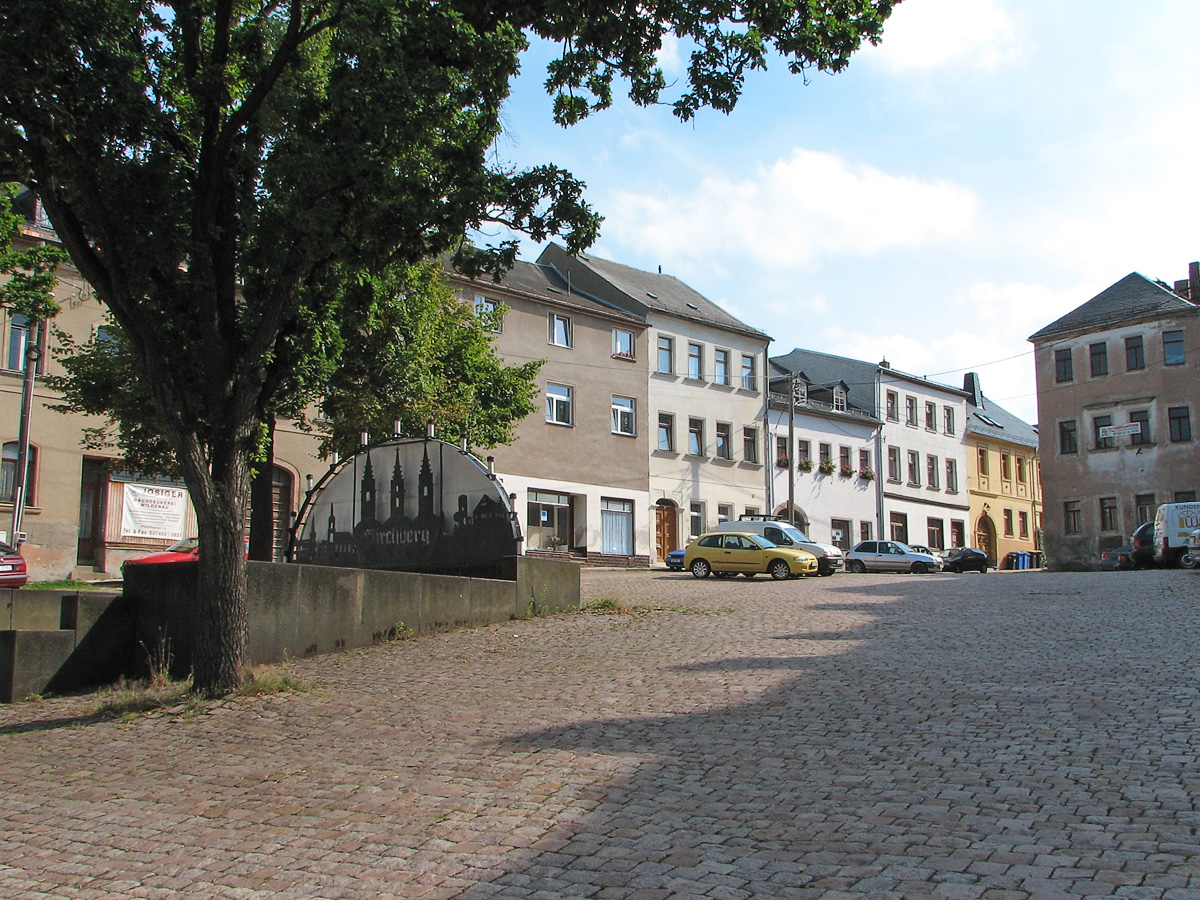
Alter Markt in Kirchberg

In der Liste der Kulturdenkmale in Kirchberg sind sämtliche Kulturdenkmale der Stadt Kirchberg verzeichnet, die vom Landesamt für Denkmalpflege Sachsen erfasst wurden (Stand 2013). Die Liste ist aufgegliedert in die Kernstadt Kirchberg sowie in die Ortsteile Burkersdorf, Cunersdorf, Leutersbach, Saupersdorf, Stangengrün und Wolfersgrün.
Diese Liste ist eine Teilliste der Liste der Kulturdenkmale in Sachsen.

## Legende
- Bild: Bild des Kulturdenkmals, ggf. zusätzlich mit einem Link zu weiteren Fotos des Kulturdenkmals im Medienarchiv Wikimedia Commons. Wenn man auf das Kamerasymbol klickt, können Fotos zu Kulturdenkmalen aus dieser Liste hochgeladen werden:
- Bezeichnung: Denkmalgeschützte Objekte und ggf. Bauwerksname des Kulturdenkmals
- Lage: Straßenname und Hausnummer oder Flurstücknummer des Kulturdenkmals. Die Grundsortierung der Liste erfolgt nach dieser Adresse. Der Link (Karte) führt zu verschiedenen Kartendiensten mit der Position des Kulturdenkmals. Fehlt dieser Link, wurden die Koordinaten noch nicht eingetragen. Sind diese bekannt, können sie über ein Tool mit einer Kartenansicht einfach nachgetragen werden. In dieser Kartenansicht sind Kulturdenkmale ohne Koordinaten mit einem roten bzw. orangen Marker dargestellt und können durch Verschieben auf die richtige Position in der Karte mit Koordinaten versehen werden. Kulturdenkmale ohne Bild sind an einem blauen bzw. roten Marker erkennbar.
- Datierung: Baubeginn, Fertigstellung, Datum der Erstnennung oder grobe zeitliche Einordnung entsprechend des Eintrags in der sächsischen Denkmaldatenbank
- Beschreibung: Kurzcharakteristik des Kulturdenkmals entsprechend des Eintrags in der sächsischen Denkmaldatenbank, ggf. ergänzt durch die dort nur selten veröffentlichten Erfassungstexte oder zusätzliche Informationen
- ID: Vom Landesamt für Denkmalpflege Sachsen vergebene, das Kulturdenkmal eindeutig identifizierende Objekt-Nummer. Der Link führt zum PDF-Denkmaldokument des Landesamtes für Denkmalpflege Sachsen. Bei ehemaligen Kulturdenkmalen können die Objektnummern unbekannt sein und deshalb fehlen bzw. die Links von aus der Datenbank entfernten Objektnummern ins Leere führen. Ein ggf. vorhandenes Icon  führt zu den Angaben des Kulturdenkmals bei Wikidata.

## Kirchberg
| Bild                                    | Bezeichnung | Lage                                   | Datierung                                   | Beschreibung | ID       |
| --------------------------------------- | --- | -------------------------------------- | ------------------------------------------- | --- | -------- |
| Direkt Bild zu diesem Denkmal hochladen | Denkmalschutzgebiet Altstadt Kirchberg (Vorschlag) |                                        |                                             | Denkmalschutzgebiet Altstadt Kirchberg (Vorschlag) | 09301848 |
| Direkt Bild zu diesem Denkmal hochladen | Speisesaal der Tuchfabrik, mit Ausstattung | Alte Schneeberger Straße 2 (Karte)     | um 1940                                     | Saal mit trapezförmigem Abschluss, verzierte Deckenbalken, neun Holzlampen mit Glasschirmen und Schnitzfiguren, acht Holztische, U-förmige Holzbänke, ein Tafelbild, Parkettfußboden und liegende Dachfenster mit Ziersprossen, in gutem Originalzustand erhaltene Raumausstattung von sozial-, bau- und kunstgeschichtlichem Wert. - Tische: Schlichte Holztische, rechteckige Platte, - Bänke: U-förmige Holzbänke in Fensternischen an einer Längsseite des Speisesaales, - Lampen: Längliches herabhängendes Brett, darunter Glaszylinder als Lampenschirme, - Auf den Brettern der Nischen befanden sich Schnitzfiguren (vermutlich nach 1945, Höhe zirka 20–30 cm, Darstellung verschiedener Lebensalter, Tanzende, folkloristische Darstellungen), - Tafelbild: Landschaftsdarstellung Kirchberger Umland, vermutlich vom Kirchberger Maler Erzgräber 1949 gemalt, Türen und Fenster im Stil der Zeit original erhalten. Der Speisesaal befindet sich im ehemaligen Sozialgebäude der Tuchfabrik (hier war auch die Sanitätsstelle untergebracht). | 08960539 |
| Direkt Bild zu diesem Denkmal hochladen | Wohnhaus in geschlossener Bebauung | Altmarkt 1 (Karte)                     | um 1800                                     | Dreigeschossiger und dreiachsiger Bau in gutem Originalzustand, baugeschichtlich und städtebaulich von Bedeutung, mit aufwändigem Korbbogenportal. Sitz der Stadtverwaltung Kirchberg, heute Bauamt (1996), neu angefertigte Kreuzstockfenster in alter Gestalt, Stichbogenportal mit Schlussstein und Kämpfer, zweiflügelige Haustür mit Oberlicht und Sprossenteilung, über dem Gewände waagerechte Verdachung, im Erdgeschoss Natursteingewände mit einer Hohlkehle, Obergeschoss einfache Fenstergewände, Glattputz, Satteldach, drei Gaupen in zwei Reihen angeordnet, im Erdgeschoss Vergitterung, originale Haustür, sehr steiles Treppenhaus, teilweise mit Kreuzgratgewölben im Hausflurbereich, Oberlichtfenstervergitterung alt, die anderen Vergitterungen nachträgliche Zutaten aus DDR-Zeit, Heiste vor dem Haus vor 2010 abgebrochen. | 08963438 |
| Direkt Bild zu diesem Denkmal hochladen | Wohnhaus in Ecklage | Altmarkt 2 (Karte)                     | Türportal bezeichnet 1816                   | Wohnhaus barocken Ursprungs, zweigeschossiger massiver Putzbau mit breitem Korbbogenportal, baugeschichtlich und städtebaulich von Bedeutung. Mit altem barocken Türportal, bezeichnet „FG 1816“, Stichbogen mit Schlussstein, daneben aus dem 19. Jahrhundert Türverdachung, das Haus wahrscheinlich mehrfach überformt, Ende 19. Jahrhundert, leerstehend, die Fenster und die heutige Haustür um 1900, möglicherweise barocke Reste im Innern erhalten, ansonsten vorwiegend Bestand Zweite Hälfte 19. Jahrhundert, aber im Innern Korbbogenlaibung zumindest der Fenster im ersten Obergeschoss, das heißt hier auch Fassadenüberformung Ende 19. Jahrhundert, Erbauungszeit aber vermutlich 1816. | 08963483 |
|                                         | Portal eines Wohnhauses | Altmarkt 3 (Karte)                     | um 1800                                     | Portalgewände in typischen Schmuckform des Barock und Klassizismus, handwerklich-künstlerisch von Bedeutung. Mit zweiflügeligem Tor mit Oberlicht und Sprossenteilung, profiliertem Kämpfer, Gewände wahrscheinlich verändert, mit Schlussstein und Segmentbogen abschließend. | 08963439 |
| Weitere Bilder                          | Keller eines Wohnhauses und Hinterhaus sowie Einfriedungsmauer mit Torbogen zur Straße Graben                                                             | Altmarkt 4 (Karte)                     | vor 1800                                    | Bauliche Relikte aus der Zeit vor dem letzten Stadtbrand, bau- und stadtgeschichtlicher Denkmalwert. - Keller: Unter Wohnhaus, mit Nachbarhaus verbunden, Tonnengewölbe, Bruchstein, originale Eisentür, - Hinterhaus: Eingeschossig, Bruchstein, ungeputzt, Pultdach nachträglich, im Innern Kreuzgratgewölbe. | 08963910 |
|                                         | Wohnhaus in geschlossener Bebauung | Altmarkt 5 (Karte)                     | um 1800, später überformt                   | Im Kern barockes Gebäude, gründerzeitlich überformt, Portal- und Fenstergewände in Naturstein, Teil der Marktplatzbebauung, baugeschichtlich und städtebaulich von Bedeutung. Mit nachträglichem Ladeneinbau, zweigeschossig, Satteldach, moderner Dachausbau. | 09303607 |
| Direkt Bild zu diesem Denkmal hochladen | Wohnhaus in geschlossener Bebauung, mit Seitenflügel im Hof                                                                                               | Altmarkt 6 (Karte)                     | um 1760                                     | Zur historischen Marktplatzbebauung gehörend, im Kern barock, bau- und stadtgeschichtlicher Denkmalwert. - Wohnhaus: Zweigeschossig, Bruchsteinmauerwerk, Hofseite teilweise Fachwerk, verputzt, Erdgeschoss Granit-Fenstergewände und -Türportal (vermutlich 19. Jahrhundert), Hofseite aufgestockt, Mansarddach, neue Gaupen, - Innen: Ehemaliger Hausflur mit Kreuzgratgewölbe, Treppenhaus und Obergeschoss erneuert, - Dachstuhl (liegend): Kehlbalkendach, 1999 Ausbau des Hauses, Einrichtung neuer Wohnungen, - Hinterhaus: Eingeschossig, Bruchsteinmauerwerk unverputzt, Pultdach neu, im Innern Kreuzgratgewölbe, Bau- und stadtgeschichtlicher Denkmalwert. | 08963911 |
|                                         | Portal eines Wohnhauses | Altmarkt 7 (Karte)                     | um 1800                                     | Handwerklich-künstlerisch von Bedeutung, schöne Baudetails, Portalgewände aus der Zeit um 1800, Torflügel aus dem späten 19. Jahrhundert. Zweiflügeliges Holztor mit nachträglichem Glaseinsatz, mit Dreieckgiebelchen, Zahnschnitt und Diamantquaderung in den Füllungen, zweiflügeliges, sprossengeteiltes Oberlicht, segmentbogenartig abschließendes Tor mit Schluss- und Prellstein, Farbgebung falsch, wahrscheinlich auch Vereinfachungen. | 08963448 |
| Direkt Bild zu diesem Denkmal hochladen | Wohnhaus in geschlossener Bebauung | Altmarkt 8 (Karte)                     | um 1800                                     | Baugeschichtlich und städtebaulich von Bedeutung, Barockbau mit Korbbogenportal, Fassade später klassizistisch überformt, Teil der Marktplatzbebauung. Mit nachträglichem Ladeneinbau, zweigeschossig, dreiachsig, vereinfachter Fenstereinbau, Eingriff in das Erscheinungsbild des Gebäudes, Kubatur und Fensteranordnung erhalten, Obergeschoss Fensterlaibungen mit Korbbogen, Satteldach, Haustür heute zurückversetzt, Portal aus der Erbauungszeit, Stichbogen mit Schlussstein und Kämpfer. | 08963437 |
| Direkt Bild zu diesem Denkmal hochladen | Portal eines Wohnhauses | Altmarkt 9 (Karte)                     | um 1800                                     | Handwerklich-künstlerisch von Bedeutung, schöne Baudetails, Portalgewände und Haustür aus der Zeit um 1800. Gewände mit Stichbogen, Haustür: zweiflügelig, mit Kassetten und sprossengeteiltem Oberlicht. | 08963447 |
| Direkt Bild zu diesem Denkmal hochladen | Wohnhaus in geschlossener Bebauung, mit Seitenflügel im Hof und Einfriedungsmauer zur Straße Graben                                                       | Altmarkt 10 (Karte)                    | Türstock bezeichnet 1809                    | Typischer Barockbau mit Korbbogenportal und mit nachträglichem Ladeneinbau, städtebaulicher und wissenschaftlicher Wert. Nachträglich aufgestockt, heute zweigeschossig, drei Achsen, Satteldach, viel zu großer Laden, wahrscheinlich um die Jahrhundertwende, schönes Stichbogenportal mit Schlussstein und originaler zweiflügeliger Haustür mit Oberlicht, schöne Kassettentüren mit Knauf in den mittleren Feldern der beiden Türflügel, einfache Fenstergewände im Obergeschoss. | 08963436 |
| Direkt Bild zu diesem Denkmal hochladen | Portal eines Wohnhauses | Altmarkt 11 (Karte)                    | um 1800                                     | Handwerklich-künstlerisch von Bedeutung, großes Korbbogenportal mit schönen Baudetail aus der Zeit um 1800. Stichbogenportal mit Schlussstein und Kämpfer. | 08963510 |
|                                         | Wohnhaus in geschlossener Bebauung, mit Hintergebäude und Einfriedungsmauer zur Straße Graben                                                             | Altmarkt 12 (Karte)                    | wohl um 1800                                | Schlichter dreigeschossiger Barockbau in gutem Originalzustand, breites Korbbogenportal, baugeschichtlich und städtebaulich von Bedeutung. Ursprünglich zweigeschossig, wahrscheinlich aufgestockt um ein Geschoss, sechs Achsen, Stichbogenportal mit Schlussstein, originalem, zweiflügeligen Tor mit Oberlicht, die Fenstersprossen dort geschweift, Portal mit Kämpfer und Schlussstein, im Erdgeschoss einfache Fenstergewände, Rechteckfenster mit einer Hohlkehle, rechtes Segmentbogenfenstergewände erweitert zum Schaufenster, dadurch leichte Entstellung, einfache Fassadengestaltung. | 08963450 |
|                                         | Wohnhaus in geschlossener Bebauung | Altmarkt 14 (Karte)                    | um 1800                                     | Zweigeschossiger barocker Massivbau, ehemals alte Apotheke, bauhistorisch, stadtgeschichtlich und städtebaulich wertvoll. Mit nachträglich eingebautem Laden, sechs Achsen, heutige Haustür Mitte der 1920er Jahre, im Obergeschoss Fenster erneuert, die mittleren zwei Fenster mit wellenförmiger Verdachung, zweiachsiges Zwerchhaus, ursprünglich das Dach ausgebaut, dadurch das ursprüngliche Mansarddach gehoben, heute Satteldachabschluss, sehr schöne, segmentbogenförmig abschließende Gaupen, drei Stück in zwei Reihen, der Giebel des Zwerchhauses im Segmentbogen abschließend, mit Darstellung weiblicher Gewandfigur, flankiert von zwei Sphinxen, wahrscheinlich als symbolische Darstellung für Apotheke. | 08963449 |
| Direkt Bild zu diesem Denkmal hochladen | Wohnhaus in Ecklage und in geschlossener Bebauung | Altmarkt 15 (Karte)                    | 2. Hälfte 19. Jahrhundert                   | Zweigeschossiger Putzbau mit Rundbogenportal, schöne Fassadengliederung, als zeittypisches Gebäude von wissenschaftlichem Wert, städtebaulich wichtiger Eckbau, heute Bäckerei und Café. Sehr schöne Fassadengliederung, reliefartig mit Fenstereinfassungen, im Erdgeschoss Natursteingewände, Fenstergewände mit einer Hohlkehle, großes Rundbogenportal mit Schlussstein und Kämpfer sowie Prellsteinen, Tor und Fenster erneuert nach denkmalpflegerischen Vorgaben, Satteldach, mit Kunstschiefer gedeckt, Bäckerei und Café Dunger (ehemals). | 08963507 |
| Direkt Bild zu diesem Denkmal hochladen | Wohnhaus in geschlossener Bebauung, mit seitlichem Hintergebäude und Einfriedungsmauer zur Straße Graben                                                  | Altmarkt 18 (Karte)                    | um 1800                                     | Barockbau mit mächtigem Korbbogenportal und einfacher Fassadengestaltung, baugeschichtlich und städtebaulich von Bedeutung. Dreigeschossig, nachträglich aufgestockt, heute Satteldach, sechs Achsen, beide Obergeschoss mit einfacher Fassadengestaltung, Putz aus 1920er Jahren?, im Erdgeschoss Bruchstein, Stichbogenportal mit Schlussstein und Kämpfer, Tor einflügelig, mit zwei seitlich flankierenden Flügeln, Oberlicht mit kräftiger Sprossenausprägung, links davon Rechteckfenster mit Vergitterung, rechts drei Rechteckfenster mit Natursteingewänden, barockes Treppenhaus und Tordurchfahrt, Holzbalkendecken und Holzbalken im Hausflurbereich, linkes Fenster ist ein Hausflurfenster mit kleiner Lüftungsöffnung, vierflügeliges Kreuzstockfenster mit originaler Vergitterung (um 1800). | 08963509 |
| Direkt Bild zu diesem Denkmal hochladen | Wohnhaus in Ecklage, mit rückseitiger Hofbebauung (Vierkanter)                                                                                            | Altmarkt 20 (Karte)                    | Türportal bezeichnet 1799                   | Schlichtes Barockgebäude mit Korbbogenportal, Bauwerk von hohem städtebaulichen Wert. Mit Hofbebauung zusammengebaut, überformt, wahrscheinlich aufgestockt, ursprünglich zwei-, heute dreigeschossig, am Türportal bezeichnet „1799 GRO“ (etwas unleserlich), Gebäude mit vielen Spuren der barocken Bausubstanz, wahrscheinlich um 1900 überformt, noch Jalousien und Fenster aus dieser Zeit erhalten, im ersten Obergeschoss teilweise waagerechte Fensterverdachungen und kräftig hervortretende Sohlbänke, Bruchsteinbau, wahrscheinlich im oberen Bereich auch Ziegelbau, Haustür verblecht, zweiflügelig, mit kräftigem Kämpfer und sprossengeteiltem Oberlicht, wahrscheinlich noch teilweise original, Bau wichtig durch Riegelwirkung am Altmarkt, engt diesen ein auf eine Straße, deshalb hoher städtebaulicher Wert | 08963508 |
| Direkt Bild zu diesem Denkmal hochladen | Wohnhaus, zwei Seitengebäude und Scheune eines Vierseithofes                                                                                              | Am Schießhausberg 3 (Karte)            | 1917                                        | Vom Fabrikanten Ludwig als bäuerliche Wirtschaft erbaut, dem Heimatstil verpflichtete Bauten in gutem Originalzustand, nur Einzelanlagen aus dieser Zeit nachweisbar, daher hoher baugeschichtlicher Wert. Wohnhaus und zwei Seitengebäude eingeschossig mit Drempel, Satteldächer, Dacherker mit schiefergedeckten Satteldächern, am Wohnhaus große Gaupen mit ebensolchen Dächern, auf Seitengebäuden auch Fledermausgaupen, Erdgeschoss Bruchsteinmauerwerk (ohne Putz), Drempel am Wohnhaus verputzt, an Seitengebäuden verbrettert, Scheune Fachwerk verbrettert, eingeschossig mit Drempel, Satteldach, guter Originalzustand, nur Einzelanlagen aus dieser Zeit nachweisbar, daher hoher baugeschichtlicher Wert, singulär, weithin sichtbar, markante Lage unterhalb des Schießhauses, daher auch landschaftsgestaltender Wert, wichtig als Dokument des Heimatschutzgedankens, Scheune 1917/18 erweitert, älterer Teil integriert. | 08963388 |
| Direkt Bild zu diesem Denkmal hochladen | Schule, ehemals Jugendheim | Am Schießhausberg 26 (Karte)           | 1938                                        | In gutem Originalzustand, weithin sichtbar durch dominante Lage, hat baugeschichtlichen Wert als Dokument des Heimatstils der 1930er Jahre, außerdem künstlerische Qualität aufgrund der ausgewogenen Proportionen und des angepassten Baustils an die übliche Bauweise in dieser Landschaft. Alter Teil im Winkel gebaut, mit Bruchstein in Schichtmauerwerk, Werkstein im Erdgeschoss, Obergeschoss Fachwerk-Bauweise, Walmdach mit Schieferdeckung, das eine Gebäude zweigeschossig, der Seitenflügel eingeschossig mit Kniestock, sehr gute Proportionen, landschaftsgestaltend aufgrund der dominanten Lage, Türen und Fenster erneuert, vermutlich angenähert an das historische Vorbild, Gaupen weich eingedeckt mit Walmdächern, Hauptansicht des zweigeschossigen Baus mit drei Gaupen, auf dem Seitengebäude eine, Seitengebäude mit Satteldach abschließend, Eingangstür flankiert von zwei Lampen auf Auslegern, am Seitenflügel ebenfalls eine Lampe über der Tür, in diesem Flügel vermutlich Hausmeisterwohnung untergebracht, Eingang ebenfalls betont durch Werkstein in Schichtmauerwerk, daran heute ein Neubau angefügt, der aber nur durch einen Glasverbinderbau mit dem Altbau verbunden ist, so dass kein Eingriff in die historische Bausubstanz erfolgte, Anbau ohne Denkmalwert. | 08963422 |
| Direkt Bild zu diesem Denkmal hochladen | Villa und Villengarten mit zwei Teichen, heute Seniorenheim (Anbau ohne Denkmalwert)                                                                      | Anton-Günther-Weg 2 (Karte)            | um 1905                                     | Architektonische Qualität, zeittypische Villa in gutem Originalzustand, von städtebaulicher Bedeutung. - Zweigeschossiger Putzbau mit Drempelgeschoss, Zierfachwerk im Drempel- und Giebelbereich, große Balkons, Veranden polygonal und eckig verschiedener Art, Putznutung im Sockelbereich (hier auch Werksteinverkleidungen), reiche Dachlandschaft, teilweise Sattel- und Walmdächer, Wintergarten mit Balkon, Fenster noch ursprünglich mit sprossengeteilten Oberlichtern (sehr schöne am Wintergarten), kleines Turmzimmer mit Fachwerk und Mansarddach, konkav zulaufend, leicht verändert und modernisiert, - Im Innern: Einfach, ohne wesentliche Verzierungen, alter Treppenlauf noch erhalten, mit Geländer, großes Bleiglasfenster im Treppenhaus mit Darstellung von Häusern, See und Schiff, wahrscheinlich als Symbol der Handelsschifffahrt oder des Handels, die alten Zimmertüren erhalten, - Park: Als Anlage erhalten mit Rhododendren und altem Baumbestand sowie zwei ursprünglich bewahrten Teichen, Villa gehörte zur Fabrik des Textilfabrikanten Ludwig, von der Einfallstraße nach Kirchberg gut einsehbar, daher auch städtebaulich bedeutsam, teilweise Fenster erneuert, Eingang etwas vorgesetzt als Mittelrisalit, mit zweiflügeliger originaler Haustür sowie Putz-Stuck-Verzierungen, darüber Bleiglasfenster, Einfriedung nicht erhalten, Gebäude leicht verändert. | 08963398 |
| Weitere Bilder                          | Hausteil (Gaststätte), neben dem Hotel „Am Brühl“ stehendes Fachwerkhaus (das Hotel selbst kein Denkmal)                                                  | Auerbacher Straße 3 (Karte)            | nach 1800                                   | Städtebaulich bedeutsames Fachwerkhaus, auch stadtgeschichtlich wichtig durch die Lage am Brühl. Fachwerk-Obergeschoss aufgebrettert (Fachwerk vermutlich noch original unter Verbretterung), Erdgeschoss massiv, leicht verändert, Eingangsbereich 1920er Jahre, traditionelles Fachwerkhaus, Satteldach mit Schieferdeckung, das Hotel selbst und der andere winkelförmige Anbau kein Denkmal, heute Gaststätte „Zum Bierteufel“. | 08963410 |
|                                         | Woll-Lager einer Fabrik (benachbarte Fabrikantenvilla vor 2010 abgebrochen)                                                                               | Auerbacher Straße 21 (Karte)           | um 1910                                     | Woll-Lager, breit gelagerter Fabrikationsbau im Reformstil der Zeit um 1910, stadtgeschichtlich wichtig. Villa des Fabrikanten Wolf, - Villa: Verschiedene Anbauten, leichte Veränderungen, über Eingang Balkon mit gusseisernem Geländer und großen Kragsteinen, Villa wahrscheinlich aus einem älteren Haus entstanden und weitergebaut, mit waagerechter Fensterverdachung oder Dreieckgiebelverdachung, Turm mit fast rundem Helm, Mansardwalmdach, wahrscheinlich in zwei Etappen erbaut (zweite Hälfte 19. Jahrhundert und um 1905), - Fabrikationsbau: Zarte Putzgliederung, Werksteinsockel, zwei Rundbogentore mit sprossengeteilten Oberlichtern, zweiflüglig, Rechteckfenster, Satteldach, zwei Gaupen, wichtig vorwiegend der der Straße zugewandte Bau, dort im Erdgeschoss auch noch ovale Fenster, 2005 Villa gefährdet, ehemaliges Wolllager unsaniert, 2010 Villa abgebrochen. | 08963414 |
| Weitere Bilder                          | Postamt | Auerbacher Straße 30 (Karte)           | Gesims bezeichnet 1891                      | Repräsentativer gründerzeitlicher Klinkerbau von hohem städtebaulichen Wert, sehr guter Originalzustand. Laut Inschrift am Gebäude 1891 erbaut. Repräsentatives Postgebäude mit den für diese Gebäudegattung typischen Gestaltungselementen. Der rote zweigeschossige Klinkerbau prägt durch seine dominante Lage sowie seine Kubatur maßgeblich das Straßenbild. Beeindruckend ist der gute Originalzustand der Fassaden. Das Gebäude wird wesentlich durch Lisenen und Eckquaderung sowie die regelmäßige Reihung der Rundbogenfenster mit Schlusssteinen geprägt. Das Kranzgesims ist mit volutenartigen Kragsteinen besetzt. Der Hauseingang befindet sich seitlich. Eine Treppe führt zu diesem. Die bauzeitliche zweiflüglige Tür mit Ziervergitterung war zum Zeitpunkt der Denkmalneuerfassung erhalten geblieben. Auch das aufwendig gestaltete Mansardwalmdach blieb original erhalten. Der gute Originalzustand, die anspruchsvolle Gestaltung und die Tatsache, dass diese Post das einzige Postgebäude Kirchbergs dieser Zeit ist, begründen den Denkmalwert, der sich danach aus der baugeschichtlichen, baukünstlerischen, stadtgeschichtlichen und städtebaulichen Bedeutung ableitet. Roter Klinker, zweigeschossig, vorgetäuschter Mittelrisalit durch Pilastergliederung, Gebäude siebenachsig, mit originalen Fenstern, wahrscheinlich vierflügelig, mit fest stehendem Kämpfer, auch an den Ecken Pilastergliederung sowie volutenartige Kragsteine unter dem Kranzgesims, Mansardwalmdach, zweiachsiger Dacherker mit Rundfenster und Rundbogenfenstern und waagerechtem Gebälk, die Gaupen mit Segmentbogen abgeschlossen, unter dem Kranzgesims Bandmotiv mit gelben Klinkerblumen, Sockel: Werkstein, Polygonmauerwerk, Seiteneingang mit zweiflügeliger Tür mit Ziervergitterung im Oberlicht, auch andere Türen mit Ziervergitterung. | 08963412 |
| Direkt Bild zu diesem Denkmal hochladen | Gedenkstein (Sühnestein) im Sockel eines Gasthauses | Auerbacher Straße 31 (Karte)           | bezeichnet 1701                             | Geschichtlich von Bedeutung. In der Grundmauer des Gasthauses „Wiener Spitze“, eingeritzt 67 cm großes Schwert, sowie Radnabe mit zwei Speichen und Jahreszahl 1701; Zeichen der Gerichtsbarkeit. Ursprünglicher Standort an der Straße nach Wolfersgrün. | 09303608 |
| Direkt Bild zu diesem Denkmal hochladen | Mietshaus | Auerbacher Straße 36 (Karte)           | um 1890                                     | Dreigeschossiger historistischer Putzbau in zeittypischer Gestaltung, dominant im Straßenbild durch Lage und Größe des Baukörpers. Leicht vereinfacht und modernisiert, Pilastergliederung, Mittelrisalit dreiachsig und viergeschossig, insgesamt sieben Fensterachsen, Satteldach, waagerechte Fensterverdachungen im ersten und zweiten Obergeschoss, Fenster erneuert mit Sprossenteilung der Oberlichter, wahrscheinlich aber nicht original, an der Giebelseite Balkon auf großen Kragsteinen. | 08963413 |
| Direkt Bild zu diesem Denkmal hochladen | Mietshaus mit Einfriedung | Auerbacher Straße 40 (Karte)           | wohl um 1910                                | Dreigeschossiger Putzbau mit zartem, vom Jugendstil beeinflussten Fassadendekor, in sehr gutem Originalzustand, dominierender Baukörper städtebaulich wichtig. - Gebäude: Sechs Achsen, Mittelrisalit viergeschossig, Fenster teilweise erneuert, zum größten Teil aber erhalten, Kastenfenster, zweiflügelig, mit Oberlichtern, am Mittelrisalit im ersten Obergeschoss möglicherweise originales Bleiglasfenster, - Fassadendekor: Putzstuck zurückhaltend, Girlandenmotive im Traufbereich, am Giebel und an den Fensterbrüstungen zwischen erstem und zweitem Obergeschoss, Satteldach, zwei Gaupen mit Satteldächern, Sockel Werkstein, - Einfriedung: Schmiedeeiserner Zaun mit ebensolchen Zaunsäulen und Toren, in sehr gutem Originalzustand, Gebäude an wichtiger Straße gelegen. | 08963472 |
| Direkt Bild zu diesem Denkmal hochladen | Wohnhaus in halboffener Bebauung, mit seitlicher Einfriedung                                                                                              | Bahnhofstraße 15 (Karte)               | 1902 laut Bauakte                           | Architektonisch qualitätvoller Putzbau von städtebaulichem Wert, villenartiger Kopfbau einer Wohnhauszeile, ortsgeschichtlich von Interesse als Wohnhaus des Fabrikanten Oskar Unger. Zweigeschossiger Putzbau mit Werksteingliederung, an den Ecken Werksteinquaderung, sehr qualitätvoller Glattputz, wellenartige Fensterverdachungen, hervorragende Balkons mit kräftigen Kragsteinen, mit Steinpfeilern und verziertem Eisengitter, an der Haupteingangsseite Freitreppe mit korinthischen Säulen, darüber halbrunder Balkon mit Steinpfeilern und schmiedeeisernem Gitter, die Fenster wahrscheinlich vorbildgerecht erneuert, Rundfenster im Dachbereich, Mansarddach und Gaupen mit reichen Stuckverzierungen, ebenfalls Loggia mit Steinbrüstung, Einfriedung mit wellenförmigem schmiedeeisernem Gitter und Steinpfeilern, aufwendig gestaltet, Fenster aus der Erbauungszeit, im Treppenhaus Bleiglasfenster mit ländlichem Motiv, dazu sehr schönes gusseisernes Treppenhaus mit reicher Verzierung, Stucco lustro als Wandverkleidung, Wohnungstüren mit Glasätzung auch aus der Erbauungszeit, Stuckdecken, auch im Treppenhaus, am Türeingang Reliefs mit Inschriften: „Mein Heim, mein Stolz“, „Ohne Fleiß kein Preis“, Stuckreliefs. | 08963409 |
| Direkt Bild zu diesem Denkmal hochladen | Fabrikantenvilla mit Garten und Resten der Einfriedung | Bahnhofstraße 18 (Karte)               | um 1895                                     | Gründerzeitlicher Klinkerbau, städtebaulich wertvoll, auch als Teil des ehemaligen Fabrikantenvillenensembles entlang der Bahnhofstraße stadtgeschichtlich bedeutsam. Ein- und zweigeschossig, die Ecke zweigeschossiger Teil, dazu ein Ecktürmchen mit Welscher Haube, Wintergarten oder Vordach mit verzierter Holzkonstruktion und Freitreppe, gelber Klinker, Sockel Naturstein, Ecken mit Quaderung aus Naturstein, Fensterbrüstungen verziert, Dreiecksgiebel oder waagerechte Fensterverdachung im Erdgeschoss, kräftig ausgebildetes Gurtgesims, Pilastergliederung an den Ecken, verziertes Kranzgesims, der Turm und der andere seitliche Anbau gleiche Gestaltung, unregelmäßiger Grundriss, Mansarddach oder flaches Walmdach, die Holzerker sehr schön, Fenster verändert, Haustür erhalten, unmittelbare Straßenlage, Einfriedung: schmiedeeiserner Gitterzaun. | 08963404 |
| Direkt Bild zu diesem Denkmal hochladen | Villa mit Terrasse und Pavillon sowie Garten und Resten der Einfriedung                                                                                   | Bahnhofstraße 19 (Karte)               | um 1900                                     | Reich gegliederter, gründerzeitlicher Klinkerbau in sehr gutem Originalzustand, im Garten kleiner Rundpavillon mit Säulen. - Villa, heute Sozialberatungs- und -betreuungsstätte: Mit Walm- und Satteldächern, Stufengiebel, halbrunden Erkern sowie Laube, rote Klinkerfassade mit einer Eckquaderung, reiche Dachlandschaft, unregelmäßiger Grundriss, - Garten: Mit altem Baumbestand sowie mit Resten der Einfriedung, schmiedeeiserner Zaun nur teilweise erhalten, kleiner Rundpavillon (mit Säulen, einer Art Welschen Haube und Bekrönung) direkt an die Terrasse angeschlossen, als Gartentempel gedacht, originale Gitter, Polygonmauerwerk als Sockel, im Garten noch einige ältere Vasenpostamente, großzügige Freitreppe, das Haus um 1900, reich verzierter Eingang, überdacht mit Glas, schmiedeeiserne Stützen, mit originaler zweiflügeliger Haustür und Vergitterung, - Eigentümer: Betreuungsverein Zwickau-Land e. V. „Haus der Parität – Tagespflege und freie Jugend- und Familienhilfe“ | 08963451 |
| Direkt Bild zu diesem Denkmal hochladen | Villa mit Garten und Einfriedung | Bahnhofstraße 23 (Karte)               | Ende 19. Jahrhundert, später überformt      | Zweigeschossiger gründerzeitlicher Putzbau in hervorragendem Originalzustand und guter architektonischer Qualität von hohem städtebaulichen Wert. Ehemalige Fabrikantenvilla, Pilastergliederung, verkröpftes Gurt- und Kranzgesims, waagerechte Fensterverdachung im ersten Obergeschoss, einfache, profilierte Fenstergewände im Erdgeschoss, schmiedeeiserner Balkon, im Obergeschoss Sohlbänke, vorkragend auf volutenartigen Kragsteinen, Dreiecksgiebelverdachung, Fenster teilweise als Zwillingsfenster, mit dazwischenliegendem kannelierten Pilaster, Mansarddach, unregelmäßiger Grundriss mit verschiedenen Risaliten, sehr qualitätvolle Gestaltung, Fensterbrüstungen mit Reliefschmuck im Obergeschoss, angebauter Erker, vorkragend, um 1920–1925, mit entsprechender Verzierung, schmiedeeiserne Einfriedung teilweise erhalten. | 08963407 |
| Weitere Bilder                          | Empfangsgebäude (An- und Zwischenbauten ohne Denkmalwert)                                                                                                 | Bahnhofstraße 34 (Karte)               | wahrscheinlich 1881                         | Bahnhof der ersten Schmalspurbahn Sachsens, führt von Wilkau nach Kirchberg, eröffnet am 16. Oktober 1881, bis 1897 nach Carlsfeld verlängert, stadt- und technikgeschichtlich bedeutend. Zweigeschossiger Putzbau mit Drempelgeschoss, ockerfarbig, flache Sattel- bzw. Walmdächer, waagerechte Fensterverdachung, Lisenengliederung, im Innern und Äußeren grundlegende Veränderung, die Strecke nicht mehr erhalten, das Gebäude aufgrund seines Erinnerungswertes an die Schmalspurstrecke erhaltenswert, Eingang mit waagerechtem Gebälk, Haustür und Fenster komplett verändert, Fenstersohlbankgesims verkröpft. | 08963399 |
| Direkt Bild zu diesem Denkmal hochladen | Wohnhaus in geschlossener Bebauung | Bahnhofstraße 35 (Karte)               | 2. Hälfte 19. Jahrhundert, Fassade von 1923 | Zeittypischer Putzbau von baugeschichtlichem Wert. Putzgliederung (Girlandenverzierung) um 1923, Pilastergliederung, sehr schöne Eingangsumrahmung, kannelierte Halbsäulen sowie Kinderdarstellungen, Initiale über der Tür, Hauseingangstür zweiflügelig mit Glaseinsätzen und Sprossung sowie Oberlicht aus den 1920er Jahren, drei schlichte Gaupen (vermutlich aus Erbauungszeit), flaches Satteldach, Beispiel dieser Bauperiode und qualitätvolle Überformung aus den 1920er Jahren. | 08963405 |
| Direkt Bild zu diesem Denkmal hochladen | Villengarten, Einfriedung und Gartenhaus (ehemalige Garage), Teil des Villengeländes Ernst-Schneller-Straße 2                                             | Bahnhofstraße 37 (Karte)               | 1920er Jahre                                | Baugeschichtlich von Bedeutung, im Reformstil der Zeit nach 1910. Einfriedung mit Holzzaun und Steinpfeilern oder Steintorbogen, jeweils mit Ziegeldeckung, vermutlich das Gartenhaus: Ehemals Garage, heute noch Garagentore vorhanden, Mansardwalmdach, Säulenportikus. | 08963403 |
| Direkt Bild zu diesem Denkmal hochladen | Wohnhaus in halboffener Bebauung, mit seitlicher Einfriedung                                                                                              | Bahnhofstraße 51 (Karte)               | um 1900                                     | Zweigeschossiger gründerzeitlicher Klinkerbau mit einfacher Werksteingliederung, baugeschichtlich und städtebaulich von Bedeutung, im Inneren sehr guter Originalbestand. Vermutlich Natursteingewände, Werksteinsockel, Polygonmauerwerk, Vergitterung der Fenster aus der Erbauungszeit, Veranda mit darüberliegendem Balkon, zwei lebensgroße Plastiken, Eckerker polygonal, im Dachgeschoss fortgesetzt, mit Welscher Haube und Bekrönung, originaler Zaun, hofseitig im Obergeschoss hölzerner Wintergarten mit originalen Fenstern aus der Umbauphase des Hauses um 1925, im Inneren sehr guter Originalbestand: Zimmertüren aus der Erbauungszeit, Wohnungstüren und Flurtrennwände aus der Umbauphase, Stuckdecken und Holzdecke sowie Deckengemälde im Erdgeschoss erhalten – gute handwerkliche oder künstlerische Qualität, Wintergarten im Obergeschoss unverändert erhalten, Denkmalwert: baugeschichtliche und künstlerische (Deckenbild, Holzdecke) Bedeutung, ausschlaggebend ist vor allem der gute Erhalt der festen Bauausstattung im Inneren. | 08963401 |
| Direkt Bild zu diesem Denkmal hochladen | Villa mit Garten, zwei Gartenhäusern und Einfriedung | Bahnhofstraße 55 (Karte)               | 1900                                        | Zweigeschossiger repräsentativer Klinkerbau in sehr gutem Originalzustand, im Stil der norddeutschen Neorenaissance, von baugeschichtlichem und städtebaulichem Wert. - Zweigeschossig, mit Natursteingewänden, -verkleidung des Sockels, alle Fenster erneuert, große Terrasse mit Balustern und Freitreppe, Volutengiebel, Mansarddach, auch seitlich Balkons mit Balustern, Eckquaderung Naturstein, einfachere Fenstergewände, Gaupen original erhalten, - Einfriedung: Tor mit Ziegel-Zaunpfeilern und Steinkugeln, zweiflügelig, schmiedeeisern, und Pforte, - Im Garten kleine Laube aus Astwerk sowie Hühnerstall mit Laterne und Welscher Haube, Ehemalige Villa des Fabrikanten Kramer, Denkmalwert: architektonische Qualität des Gebäudes sowie die Komplexität der Anlage. | 08963400 |
| Weitere Bilder                          | Aussichtsturm auf dem Borberg und Gasthaus sowie Gedenkstein                                                                                              | Borbergweg 10 (Karte)                  | Turm 1945 zerstört, Wiederaufbau 1947–1951  | Turm: schlichter Bruchsteinbau auf kreisförmigem Grundriss, holzverbrettertes Gasthaus, orts- und touristikgeschichtlich bedeutend. Gasthaus: Satteldach, Verschieferung, Schleppgaupe, Fensterläden, die Fenster vereinfacht, Aussichtsterrasse, Bruchsteinsockel. Stand bis 2003 ohne Angabe einer Adresse in der Denkmalliste. 2005 Gasthaus teilsaniert, Aussichtsturm unsaniert, Berghaus nach Volksdichter Anton Günther benannt. | 08963419 |
| Direkt Bild zu diesem Denkmal hochladen | Ehemalige Badeanstalt, heute Villa | Ernst-Schneller-Straße 1 (Karte)       | 1907                                        | Repräsentativer, zweigeschossiger Bau auf unregelmäßigem Grundriss, in gutem Originalzustand, Badeanstalt (Wannenbad) heute als Praxisgebäude genutzt. Werksteinsockel, ansonsten Putzbau, Schieferdeckung, quadratischer Dachreiter, dient als Schornsteinverkleidung und Entlüftung, Fenster erneuert, originale Haustür, mit Gebäudeinschrift, Inschrift: „Städtisches Volksbad, Kramer-Stiftung“. | 08963458 |
| Direkt Bild zu diesem Denkmal hochladen | Villa mit Garten, Pavillon und Einfriedung, Teil des Villengartens mit Bahnhofstraße 37 zusammen                                                          | Ernst-Schneller-Straße 2 (Karte)       | um 1920                                     | Eingeschossiger Putzbau mit hohem Mansarddach im Reformstil der Zeit um 1910, sehr guter Originalzustand, von architektonischem Wert, aufgrund der dominanten Lage auch städtebauliche Bedeutung. - Vermutlich ehemalige Fabrikantenvilla: Annähernd quadratischer Bau mit Mittelrisaliten, Fenster, Putzgestaltung und Fassadengliederung komplett erhalten, Gaupen mit Welschen Hauben, Mittelrisalite zweigeschossig, teilweise mit Vordach oder halbrundem Balkon und Balustrade über der Veranda, dazu große Freitreppe mit Steinpfeilern und Holzzäunen, einfache klare Formensprache, aber sehr schöner Baukubus, - Im Innern ebenso Natursteinverkleidung, Marmor oder Fußböden mit gemusterten Fliesen, Holztreppengeländer, verschiedene Türen aus der Erbauungszeit sowie Stuckdecken verschiedenster Art, im Treppenhaus Bleiglasfenster, originale Fenstergitter, - Innenausstattung: Sitzbänke und -ecken, Einbauschränke, Stuckdecken, Jagdzimmer mit Parkett, - Gartenanlage aus der Erbauungszeit, kleines Gartenhaus aus Borke/Holz, vor 2010 abgebrochen, - Weitere Gartenlaube: Chinesische Pagode, Brüstung aus Porphyrtuff mit Zeichen der Freimaurer, Haus selbst einfach verbrettert, im Garten Freitreppen und Brunnen am Treppenaufgang. | 08963402 |
| Weitere Bilder                          | Friedhofskapelle, Friedhofsmauer, Kriegerdenkmal für die Gefallenen des Ersten Weltkrieges und einige Grabmale                                            | Friedhofstraße (Karte)                 | Ende 19. Jahrhundert                        | Baugeschichtlich und ortsgeschichtlich von Bedeutung, Kapelle im neoromanischen Stil. Einzeldenkmale der Sachgesamtheit Friedhof Kirchberg (siehe Sachgesamtheit 09303195): - Kapelle: Annähernd quadratischer Putzbau mit Vorbauten, großem Rundfenster über dem Eingang, dieser zurückversetzt, rundbogig mit Säulenstellung, Bleiglasfenster und bekrönt, Eckpilaster am Haus, mit Dreiecksgiebeln, Laterne mit spitzem Helm und einer Art Welscher Haube, Werksteinsockel, auch im Feierraum Bleiglasfenster, im Dachbereich Rundbogenfries auf einer Seite, halbrunde Kapelle, Schieferdeckung des Helms, Dach glockenförmig, darüber Laterne, mit Faltdach, - Friedhofsmauer in Bruchstein, - Kriegerdenkmal Erster Weltkrieg, mit Inschriften: „Treu bis zum Tod fürs Vaterland/durch Gram und Not führt Jesu Hand“ und „Ihren Helden in Trauer und Treue, die dankbare Kirchgemeinde …“ mit Nennung aller Namen, breite Schrifttafel mit Bank sowie plastische Darstellung eines Gefallenen, - Grabmale: - Grabstein Henriette vermählte Petzold geborene Schwedler (?), 1914 verstorben, Kirchberger Granit, sarkophagartig, - Grabstätte Kaufmann Paul Jähn, bekannte Kirchberger Familie, einfacher, schlichter Grabstein, - Grabstätte Moritz Unger, Ritter des Königlich Sächsischen Albrechtsordens, 1911 verstorben, Familiengrabstätte, - Grabstätte Christian Friedrich Wolf, - Grabstätte Familie Fr. Egidius Wolf, - Grabmal Rudolf Dressel, Fabrikbesitzer, gestorben 1931, mit Bronzereliefs, darstellend Zahnrad, Vorschlaghammer, Christus und einen Wanderer mit Kürbisflasche und Stock, - Grabmal Familie Schaufuss, Ernst Gustav Schaufuss, 1914, mit zwei Büsten, wahrscheinlich Porträtdarstellungen und Urnen sowie zwei Plastiken, flankiert von Engeln, - Grabstein Klara Schaufuss, 1900 verstorben, Kreuzdarstellung aus Baumstämmen, Stein mit Anker und Blumengewinden, auf Felsen aufgesetzt, - Grabmal Richard Dörfel, gestorben 1915, Ehrenbürger der Stadt Kirchberg. 2005 Grabmale unsaniert. | 08963474 |
| Weitere Bilder                          | Sachgesamtheit Friedhof Kirchberg, weiterhin mit gärtnerisch gestalteter Friedhofsanlage (Gartendenkmal)                                                  | Friedhofstraße (Karte)                 | Ende 19. Jahrhundert                        | Baugeschichtlich und ortsgeschichtlich von Bedeutung, Kapelle im neoromanischen Stil. Sachgesamtheit (siehe Einzeldenkmale 08963474) Beschreibung siehe oben. | 09303195 |
|                                         | Mietshaus in halboffener Bebauung | Gartenstraße 11 (Karte)                | um 1890                                     | Dreigeschossiger gründerzeitlicher Klinkerbau, wichtig als Teil des Bauensembles an der Gartenstraße. Bau mit Überschlaggesimsen und waagerechter Fensterverdachung, orange-roter Klinker, Erdgeschoss verputzt (eventuell nachträglich), zweiflügelige originale Haustür mit Ziervergitterung und Glasoberlicht, Mansarddach, Seitenrisalit, repräsentative Straßenfront, die Fenster erneuert, von städtebaulichem Wert. | 08963417 |
|                                         | Mietshaus in halboffener Bebauung | Gartenstraße 13 (Karte)                | Ende 19. Jahrhundert                        | Dreigeschossiger gründerzeitlicher Putzbau, eventuell ehemals Wohn- und Verwaltungsgebäude oder Fabrikationsgebäude, als Teil des Bauensembles an der Gartenstraße städtebaulich wichtig. Leicht vereinfacht, ähnliche Gestaltung wie Nachbarhaus, Mittelrisalit (hier fehlt vermutlich Bekrönung) von Säulen flankiert, Gusseisenüberdachung über der Tür, zweiflügelige schöne Holztür mit Oberlicht, Putz erneuert, Überschlaggesimse oder waagerechte Fensterverdachungen, zwei Gaupen mit Dreiecksgiebel, Satteldach. | 08963416 |
|                                         | Wohnhaus in Ecklage, mit Torbogen zum Nachbarhaus | Gartenstraße 15 (Karte)                | um 1870                                     | Dominanter Putzbau mit neogotischem Bauschmuck, in gutem Originalzustand, eines der selten gewordenen Beispiele dieser Architekturphase, bau- und stadtgeschichtlich sowie städtebaulich bedeutsam. An den Ecken Dacherker, an den Ecken der Giebelseite im Dachbereich Säulen auf Konsolen, Satteldach, im Dachbereich Pilastergliederung, Überschlaggesimse im ersten Obergeschoss, dreigeschossiger Stufengiebel, waagerechte Fensterverdachungen im zweiten Obergeschoss, sehr schönes Türportal, Stichbogen mit Schlussstein, zweiflügelige Kassettentüren mit Knäufen und sprossengeteiltem Oberlicht, wahrscheinlich um 1870, Verbindungsbau mit Torbogen ebenfalls segmentbogenförmig, mit Schlussstein, Fenster erneuert. | 08963415 |
| Direkt Bild zu diesem Denkmal hochladen | Wohnhaus in Ecklage | Gartenstraße 17 (Karte)                | 19. Jahrhundert, Umbau bezeichnet 1903      | Zweigeschossiger repräsentativer Historismusbau, neogotische und neobarocke Stilelemente, städtebaulich und architektonisch wichtig. mit Eckerker, Putzfassade, repräsentativer Eingang mit schönem Türportal, mit Schlussstein und Segmentbogen, Haustür zweiflügelig mit Nutung, mit sprossengeteiltem, sonnenartig gestaltetem Oberlicht, darüber Balkon auf großen Kragsteinen, mit schmiedeeisernem Gitter, im Obergeschoss Überschlaggesimse, darunter Blumenornament, Stuckmotiv, im Erdgeschoss Putzquaderung, Fenster zweiflügelig, mit Oberlicht und Zahnschnitt am Kämpfer, an der Ecke ein Erker auf rechteckigem Grundriss, eingeschossig, ins Dachgeschoss hineinreichend, Mansarddach, | 08963418 |
| Direkt Bild zu diesem Denkmal hochladen | Eisenbahnbrücke (Sonnenbrücke) | Gartenstraße 21 (bei) (Karte)          | 1882                                        | Geschweißte und genietete Parabelträgerbrücke in Fachwerkbauweise, Bestandteil der Schmalspurbahn Wilkau-Haßlau–Carlsfeld, 1882 errichtet, letzte erhaltene Stahlbrücke der ersten und längsten Schmalspurbahn Sachsens sowie ein in Sachsen selten errichteter Brückentyp, eisenbahn- und technikgeschichtliche Bedeutung | 09306750 |
| Direkt Bild zu diesem Denkmal hochladen | Bergbaustollen | Graben (Karte)                         | 1663–1712 (Erzabbau)                        | Ortsgeschichtlich von Bedeutung, Zeugnis des Altbergbaus im Zwickauer Revier (Eisenerzabbau). | 09303609 |
| Direkt Bild zu diesem Denkmal hochladen | Wohnhaus | Graben 4 (Karte)                       | Schlussstein bezeichnet 1792                | Zweigeschossiger massiver Barockbau mit Korbbogenportal, städtebaulich bedeutsam, wissenschaftlicher Wert als zeittypisches Barockhaus. Bau mit Mansarddach, Stichbogenportal mit Schlussstein (bezeichnet „GFM 1792“), Türen und Fenster erneuert und ersetzt, zwei Fenster im Obergeschoss und Erdgeschoss zugesetzt, Fenstergewände mit einer Hohlkehle im Erdgeschoss, nachträglicher Garageneinbau, über der Haustür Dreieckgiebel, Schleppgaupe, Nähe zur Kirche. | 08963443 |
| Direkt Bild zu diesem Denkmal hochladen | Wohnhaus in Ecklage | Graben 5 (Karte)                       | Portal bezeichnet 1817                      | Zweigeschossiges Wohnhaus von baugeschichtlichem Wert, wahrscheinlich Fachwerk-Obergeschoss (später verputzt), mit sehr schönem Portal, städtebaulich wichtig durch platzbildprägende Lage nahe Altmarkt und Neumarkt. Fachwerk-Obergeschoss? verputzt, Erdgeschoss massiv, alle Fenster erneuert, Krüppelwalmdach, bezeichnet Portal mit pfeilerartiger Begrenzung und kapitellartiger Ausbildung des Kämpfers und Schlusssteins sowie Blumenornamentik, sehr schmales Gebäude, nachträglicher seitlicher Ladeneingang. | 08963506 |
| Direkt Bild zu diesem Denkmal hochladen | Wohnhaus | Hartmannsdorfer Straße 5 (Karte)       | bezeichnet 1814                             | Klein und zweigeschossig mit Fachwerk-Obergeschoss und aufwändigem Korbbogenportal, in hervorragendem Originalzustand, baugeschichtlich von Bedeutung. Fachwerk-Obergeschoss verbrettert, Fachwerk mit Eckstreben, Erdgeschoss massiv, sicher Bruchsteinsockel, Putz mit Fugenbild, Stichbogenportal mit Schlussstein, bezeichnet „1814“, originale Haustür zweiflügelig, mit Sprossen und geteiltem Oberlicht aus der Erbauungszeit, Fensterläden noch vorhanden, an der Giebelseite eine Garage eingebaut, Giebel verschiefert, Satteldach mit Hechtgaupe. | 08963459 |
| Weitere Bilder                          | Evangelisch-lutherische Stadtkirche (mit Ausstattung) | Kirchplatz (Karte)                     | 1764–1800                                   | Baugeschichtlich und ortsgeschichtlich von Bedeutung, städtebaulich dominanter barocker Kirchenbau, Westturm mit pagodenartiger Laterne. Saalbau mit Satteldach über dem Langhaus, polygonaler Ostabschluss mit Strebepfeilern, an der Westseite quadratischer Turm mit abgerundeten Ecken, Welscher Haube und Laterne. Evangelisch-lutherische Stadtkirche, ursprüngliche St.-Margarethen-Kapelle im Stil der Romanik erbaut, nach Zerstörung durch Hussiten 1496 neu errichtet, nach Stadtbrand 1764 erneuert, 1792–1800 Bau des Turms, ab 1802 mit Trampeli-Orgel, seit 1909 mit Jehmlich-Orgel, 1937–1939 umgebaut, 1990–2011 restauriert. | 08963477 |
|                                         | Wohnhaus in halboffener Bebauung | Kirchplatz 3 (Karte)                   | um 1800                                     | Zweigeschossiger Fachwerkbau von hohem städtebaulichen Wert durch die Lage unmittelbar neben der Kirche. Zeittypisches, gut erhaltenes Fachwerk-Obergeschoss, Erdgeschoss völlig verändert und verdorben durch zu große Fenster und veränderte Türeinfassungen sowie Podest vor dem Gebäude, im Obergeschoss regelmäßiges Fachwerk mit vier Streben, engstielig, holzreich, erhaltenes Mansarddach, Gebäude wahrscheinlich im oberen Bereich in sehr gutem Originalzustand, Originalbestand möglicherweise auch im Innern, aber Erdgeschoss verändert. | 08963479 |
| Direkt Bild zu diesem Denkmal hochladen | Wohnhaus oder Schule | Kirchplatz 7 (Karte)                   | 2. Hälfte 19. Jahrhundert                   | Zweigeschossiger Massivbau, städtebaulicher sowie wissenschaftlicher Wert als original erhaltenes Gebäude aus der zweiten Hälfte des 19. Jahrhunderts in Kirchennähe. Verputzter Bau, Fenstergewände im ersten Obergeschoss profiliert (Stab), im Erdgeschoss ebenfalls Profilierungen mit Schlussstein und Diamantquaderung, Segmentbogenfenster, Eingang: segmentbogenförmiges Portal, wahrscheinlich Beton, Schlussstein mit Diamantquader, große waagerechte Fensterverdachung, Kragstein, zweiflügelige originale Haustür, Dreiecksgiebel, Glaseinsatz und Füllung, dazu Oberlicht, eisernes Treppengeländer, vierstufige einläufige Treppe zum Gebäude. | 08963478 |
|                                         | Pfarrhaus | Kirchplatz 9 (Karte)                   | 1766                                        | Zweigeschossiger massiver Putzbau mit Korbbogenportal, repräsentatives Barockhaus von hohem städtebaulichen Wert in sehr gutem Originalzustand. Fünf Achsen, Mansardwalmdach, zweiachsiges Zwerchhaus mit Dreiecksgiebel, Stichbogenportal mit Schlussstein und Kämpfern, zweiflügelige Haustür mit Oberlicht, Sprossen strahlenförmig angeordnet, Fensterläden aus der Erbauungszeit im Erdgeschoss, hier Fenstergewände mit einer Kehle, Naturstein, hervorragender Originalzustand auch bei Raumeinteilung, Türen im Innern und kreuzgratgewölbtem Eingangsbereich. | 08963476 |
|                                         | Meilenstein (Kopie) | Lengenfelder Straße (Karte)            | um 1850 (Meilenstein)                       | Verkehrsgeschichtlich von Bedeutung; Stationsstein. | 08963452 |
|                                         | Wohnhaus | Lengenfelder Straße 6 (Karte)          | bezeichnet 1837                             | Putzbau mit Korbbogentor und Krüppelwalmdach, wahrscheinlich ursprünglich Handwerkerhaus, baugeschichtlich von Bedeutung, in städtebaulich dominanter Lage. Mit Laden, zweigeschossiger Bau mit sechs Achsen, schönem Krüppelwalmdach, Toreinfahrt und Haustor mit Türportal, nachträglicher Ladeneinbau, wahrscheinlich ursprünglich Fachwerkhaus, auch an den Giebelseiten und der hinteren Traufseite vermutlich Fachwerk, vordere Traufseite massiv, drei Gaupen mit Satteldach, schönes zweiflügeliges Tor, dominante Lage durch die Mündung der Torstraße an einer Straßenkreuzung, Torstraße führt direkt an dieses Gebäude, vermutlich ehemalige Schmiede, ohne Anbau, die Giebelseite mit Verschieferung. | 08963440 |
| Direkt Bild zu diesem Denkmal hochladen | Wohnhaus in geschlossener Bebauung | Lengenfelder Straße 22 (Karte)         | bezeichnet 1798 (im Schlussstein)           | Zweigeschossiger originaler Fachwerkbau mit Korbbogenportal, verschiefertes Fachwerkobergeschoss, städtebaulich wichtig aufgrund der dominanten Lage und im Zusammenhang mit der gleichartigen Nachbarbebauung. Mit Laden, wahrscheinlich auch ursprünglich mit Laden, mit massivem Erdgeschoss, Stichbogenportal traufseitig mit Schlussstein, bezeichnet „IIK 1798“, daneben vermutlich ehemaliges Ladenfenster, ebenfalls mit Segmentbogen abschließend, dazu neuerer Ladeneinbau unbekannter Zeit, sehr breit gelagert, im Obergeschoss Fachwerk verschiefert, teilweise mit Zierverschieferung, auf Satteldach drei gleichmäßig angeordnete Gaupen mit kleinem Satteldach, sehr schöner originaler Bau aus der Erbauungszeit, lediglich die Türen und Fenster verändert, nachträglicher Einbau einer sehr schönen Haustür (um 1925). Ursprünglich wahrscheinlich zwei Häuser. | 08963456 |
| Direkt Bild zu diesem Denkmal hochladen | Stadtscheune | Lengenfelder Straße 42 (neben) (Karte) | Wahrscheinlich Anfang 19. Jahrhundert       | Bruchsteinbau in sehr gutem Originalzustand, städtebaulich dominant in Ecklage (Abzweig Wolfersgrün und Niedercrinitz) und hausgeschichtlich interessant. Teilweise verputzt, mit Satteldach, großen rundbogigen Holztoren und Schlitzfenstern an der Giebelseite, traufständig zur Straße. | 08963457 |
| Direkt Bild zu diesem Denkmal hochladen | Wohnhaus in Ecklage und in halboffener Bebauung | Leutersbacher Straße 1 (Karte)         | Türportal bezeichnet 1789                   | Zweigeschossiger Eckbau mit Korbbogenportal, bildet den Abschluss des Altmarkts am Ende des Neumarkts, städtebaulich bedeutsam. Türportal bezeichnet „1789 ICW“?, Stichbogenportal mit Schlussstein und Ohrung, Bau mit profiliertem Kranzgesims, Satteldach, im rechten Winkel gebautes Gebäude, Fenstergewände mit einer Hohlkehle, Gesims wahrscheinlich abgeschlagen, im Obergeschoss Vereinfachungen, Fenstergewände im Erdgeschoss ursprünglich mit Fensterläden, Haustür verändert, die Fenster kleinteilig, aber nicht ursprünglich, wichtiger Eckbau. | 08963505 |
| Direkt Bild zu diesem Denkmal hochladen | Villa | Leutersbacher Straße 3 (Karte)         | um 1910/1915                                | Zeittypischer Putzbau mit aufwendiger Putz-Stuck-Ornamentik in gutem Originalzustand, baugeschichtlich von Bedeutung. Annähernd quadratischer, zweigeschossiger Putzbau mit Polygonmauerwerk, Fenster mit Sprossen, geteilte Oberlichter im Erdgeschoss erhalten, sehr schöner zweigeschossiger, dreiachsiger Erker, im Sockelgeschoss Segmentbogenfenster mit reichen Reliefverzierungen über zwei Etagen, dreiachsig, Putti mit Fruchthörnern, ansonsten sehr schlichte Gestaltung, Fenstergewände mit Profilierungen und Verdachung, Eingangsbereich mit originaler Haustür, zweiflügelig, mit gekreuzten Sprossen, sonst schlicht, Zwerchhaus dreiachsig mit Segmentbogen, Dachausbauten aus der Erbauungszeit. | 08963445 |
| Direkt Bild zu diesem Denkmal hochladen | Villa mit Einfriedungsmauern und Terrasse | Leutersbacher Straße 7 (Karte)         | 1935                                        | In sehr gutem Zustand, architektonische Qualität, wissenschaftlicher Wert als zeittypische Villa. Heute als Pflegeheim genutzt, moderner Putzbau mit Schieferverkleidung, originale Haustür mit Verstrebungen, gedrungene Rechteckfenster, Walmdach, große Terrasse aus Werkstein, im Innern noch eine Stuckdecke erhalten sowie das Treppengeländer aus Holz und die Türen im Obergeschoss, die Zaunpfeiler und Böschungsmauern. | 08963446 |
| Direkt Bild zu diesem Denkmal hochladen | Vereinshaus | Leutersbacher Straße 9 (Karte)         | um 1910                                     | Im Reformstil der Zeit um 1910, baugeschichtlich und ortsgeschichtlich von Bedeutung. | 09303611 |
| Direkt Bild zu diesem Denkmal hochladen | Wohnhaus in halboffener Bebauung | Leutersbacher Straße 29 (Karte)        | um 1800                                     | Zweigeschossiger Fachwerkbau, mit Nummer 31 und 33 wichtiger Teil der ursprünglichen Bebauung dieses Straßenzuges, damit auch gleichzeitig Dokument der städtebaulichen Entwicklung kurz vor 1800 in diesem Teil Kirchbergs, außerdem wichtig die Ensemblewirkung aller drei Gebäude. Mit massivem Obergeschoss, Türportal verändert, es fehlen Stichbogen und Schlussstein, Fenstergewände mit einer Hohlkehlung im Erdgeschoss, Fachwerk-Obergeschoss in unregelmäßiger Gliederung, alle Fenster erneuert, ebenso die Tür, Obergeschoss verschiefert, Satteldach. | 08963434 |
| Direkt Bild zu diesem Denkmal hochladen | Wohnhaus mit Heiste | Leutersbacher Straße 31 (Karte)        | bezeichnet 1820                             | Zeittypischer Fachwerkbau mit Korbbogenportal, in dominanter Lage, in sehr gutem Originalzustand, mit davor befindlicher Heiste, von ortsbildprägender und heimatgeschichtlicher Bedeutung, siehe auch Leutersbacher Straße 29 und 33. Bezeichnet „JSR? 1820“, Stichbogenportal mit Schlussstein, zwei Fenster mit Hohlkehle, Fenstergewände, neuer Putz, Fachwerk-Obergeschoss verschiefert. | 08963432 |
| Direkt Bild zu diesem Denkmal hochladen | Wohnhaus | Leutersbacher Straße 33 (Karte)        | Schlussstein bezeichnet 1803                | Zweigeschossiger Fachwerkbau in weitgehendem Originalzustand, ortsbildprägend als Teil einer gleichartigen Bebauung, siehe auch Leutersbacher Straße 29 und 31. Mit massivem Erdgeschoss, zwei Fenstergewände mit Hohlkehlung, Stichbogenportal mit Schlussstein (hier bezeichnet „S 1803“), Fachwerk-Obergeschoss in regelmäßiger Gliederung, teilweise noch verschiefert, Satteldach. | 08963433 |
| Direkt Bild zu diesem Denkmal hochladen | Sachgesamtheit Lutherplatz, bestehend aus dem Einzeldenkmal Luther-Denkmal und dem Stadtplatz (ehemaliger Friedhof, Gartendenkmal) mit Einfriedungsmauern | Lieboldstraße (Karte)                  | wohl 19. Jahrhundert (bis 1857 Friedhof)    | Ortsgeschichtlich, gartenhistorisch und künstlerisch von Bedeutung. Parkanlage bis 1857 als Friedhof genutzt, Denkmal von Privatus Eduard Jehn gestiftet. | 09302103 |
| Weitere Bilder                          | Luther-Denkmal | Lieboldstraße (Karte)                  | 1908                                        | Ortsgeschichtlich und künstlerisch von Bedeutung. Einzeldenkmal der Sachgesamtheit Lutherplatz (siehe auch Sachgesamtheit 09302103): Denkmal: kräftiger Sockel, polygonal, dazu Bronzeplastik, überlebensgroß, Einweihung 1908 auf dem bis 1857 als Friedhof genutzten Lutherplatz. | 08963461 |
| Direkt Bild zu diesem Denkmal hochladen | Sparkasse, heute Wohnhaus in halboffener Bebauung | Lieboldstraße 7 (Karte)                | um 1915                                     | Zweigeschossiger Putzbau im Reformstil der Zeit um 1910, städtebauliche und architektonische Qualität. Mit Pilastergliederung, Pilaster genutet, ebenso Putznutungen im Erdgeschoss, flaches, unterbrochenes Gurtgesims, nur aufgeputzt, kräftiges Kranzgesims, dreiachsiges Zwerchhaus mit volutenartigem Abschluss, Mansarddach, die Ecke mit halbrundem Erker ab erstem Obergeschoss, im Dachgeschoss turmartig fortgesetzt, mit Pyramidenhelm abschließend, Sockel Granit-Schichtmauerwerk, Fensterspiegel geputzt, im Erdgeschoss Fenster erneuert, annähernd vorbildgerecht, mit Sprossenteilung der Oberlichter, Haustür sehr hoch und schlank, zweiflügelig, mit Fenstern und gekreuzten Sprossen, dazu ein Oberlicht mit Sprossenteilung. | 08963460 |
| Direkt Bild zu diesem Denkmal hochladen | Wohnhaus (mit zwei Hausteilen) in offener Bebauung | Lieboldstraße 18 (Karte)               | bezeichnet 1818                             | Eine Haushälfte ein aufwendig gestalteter gründerzeitlicher Klinkerbau in sehr gutem Originalzustand, andere Haushälfte altes Wohnhaus mit bewegter Dachlandschaft, städtebaulich wichtig und wissenschaftlich-dokumentarischer Wert als Beispiel für diese Bauphase. Am Anbau Portal bezeichnet „JSSYB 1818“, dort demnach Einbau eines älteren Portals oder Nutzung eines Altbaus, zweigeschossig, mit Eckerker, Erdgeschoss verputzt, rustizierend, im Sockelbereich mit Quaderung, das Obergeschoss roter Klinker, waagerechte Fensterverdachungen, Fenstergewände, Kranzgesims aufwendig gestaltet mit Formklinkern und Keramik, Rosetten und Zahnschnittfries sowie Konsolen, Mansarddach, Eckerker mit Pultdach, einzeln stehende Gaupen mit Segmentbogen abschließend, Pilaster an den Ecken, Gebäude ist vermutlich überformt, alter Teil steht an Lieboldstraße, zweigeschossiger Putzbau mit fünf Fensterachsen, Fenstergewände mit einer Hohlkehle, der Putz nachträglich, kräftiges Gurtgesims, das Kranzgesims aus der Zeit der Überformung (1886), ebenso die Fenstergewände im Obergeschoss, dort vermutlich ehemals Fachwerk, Kranzgesims mit kräftigen volutenartigen Konsolen, Mansarddach, die Gaupen 1886, Gebäude liegt dem Lutherplatz gegenüber. | 08963462 |
| Direkt Bild zu diesem Denkmal hochladen | Wohnhaus in geschlossener Bebauung | Malzhausstraße 19 (Karte)              | bezeichnet 1800                             | Putzbau mit Korbbogenportal, in gutem Originalzustand, gehört zu den wenigen Häusern dieses Straßenzuges aus der Erbauungszeit ohne stärkere Veränderungen. Stichbogenportal mit Schlussstein (bezeichnet „1906“), sieben Achsen, Obergeschoss teilweise Fachwerk noch erhalten, im Erdgeschoss jeweils drei Fenstergewände zu beiden Seiten mit jeweils einer Hohlkehlung, Bruchsteinmauerwerk, Satteldach, schönes, klassisch erhaltenes Haus. | 08963441 |
| Direkt Bild zu diesem Denkmal hochladen | Wohnhaus in ehemals geschlossener Bebauung | Malzhausstraße 27 (Karte)              | um 1800, Umbau bezeichnet 1927              | Zeittypisches Gebäude mit Korbbogenportal und Putzrelief am Obergeschoss, gehört zur ursprünglichen Bebauung des Straßenzuges. Teilweise mit Fachwerk-Obergeschoss, Fachwerk verputzt, teilweise massiv ersetzt, im Obergeschoss acht Achsen (sieben erhalten), Erdgeschoss massiv mit Stichbogenportal mit Schlussstein, zweiflügelige, etwas außermittige Haustür mit Knauf, Füllungstür, kleines segmentbogenförmiges Oberlicht mit strahlenförmiger Anordnung der Sprossen, Fensterläden barock, an allen sechs Fenstern erhalten im Erdgeschoss, im Obergeschoss Girlande bezeichnet „1927“ und mit gekreuzten Hämmern, Satteldach, teilweise noch Biberschwänze, Sockel mit leichtem Putz und aufgekratztem Polygonmauerwerk. | 08963442 |
| Weitere Bilder                          | Tuchmacherinnungshaus, heute Wohnhaus | Meisterhaus 1 (Karte)                  | 1808–1812                                   | Zweigeschossiger, repräsentativer und großer Bruchsteinbau mit schönem Korbbogenportal, stadt- und industriegeschichtliche Bedeutung sowie städtebaulich wichtig aufgrund der dominanten Lage. Langgestreckter Bau, verputzt, Stichbogenportal mit Schlussstein, Krüppelwalmdach, im Dachbereich Ziegelmauerwerk, kräftig hervortretendes Kranzgesims, ebenfalls Ziegelmauerwerk, Putz erneuert, der ursprüngliche Putz ganz dünn aufgetragen mit einer Fugenzeichnung, im Erdgeschoss großes Tor, dazu gebuste Kreuzgratgewölbe, Erdgeschoss mit großer, die Längsseite fast vollständig einnehmenden Halle (Flur), dazu schließt längsseitig das Treppenhaus an, im Obergeschoss große Halle, nachträglich Wohnungseinbau, ursprünglich im Obergeschoss großer Saal, Laibungen der Fenster mit Segmentbogen?, im Erdgeschoss ebenfalls barocke Türbeschläge und Rahmenfüllungstüren, an der Giebelseite Stichbogenportal mit Schlussstein, früherer Straßenname: Am Meisterhause, 1813 als Lazarett genutzt, 1865 nach Einführung der Gewerbefreiheit von der Tuchmacherinnung verkauft. Ehemaliges Meisterhaus der Tuchmacherinnung, mit Schopfwalmdach, von Oktober 1813 bis Januar 1814 als Lazarett genutzt, 1865 an Theodor Schaufuß verkauft und zum Schlachthof umfunktioniert, seit 1994 Sitz des Modellbahnclub Kirchberg | 08963463 |
|                                         | Wohnhaus in halboffener Bebauung | Meisterhaus 4 (Karte)                  | bezeichnet 1797                             | Zeittypischer Putzbau, städtebaulich wichtig als Teil dieses relativ gut erhaltenen Straßenzuges. Türportal vollständig erhalten, Stichbogen mit Schlussstein, dieser bezeichnet „JSFS 1797“, Haustür nicht original, Fenstergewände im Erdgeschoss mit einer Hohlkehle, Bruchsteinbau verputzt, Putz nicht original, fünf Fensterachsen, die Gewände im Obergeschoss einfach, ohne Hohlkehle, aber auch aus der Erbauungszeit, Laibung eindeutig mit Korbbogen, Garageneinbruch, Satteldach. | 08963465 |
|                                         | Wohnhaus in halboffener Bebauung | Meisterhaus 6 (Karte)                  | Türportal bezeichnet 1806                   | Zeittypischer Putzbau, dem Meisterhaus gegenüber gelegen, daher städtebaulich wichtig. Türportal erhalten, bezeichnet „ISLB 1806“, Stichbogenportal mit Schlussstein, Haustür und Fenster nicht original, Bruchsteinbau, verputzt, fünf Fensterachsen, diese, wie bei den anderen Häusern, nicht ganz regelmäßig, Fenstergewände im Erdgeschoss mit Hohlkehle für die Winterfenster, noch Reste der ursprünglichen Fensterläden, zwei davon erhalten, Kreuzgratgewölbe im Haus, Satteldach, dreiachsige Schleppgaupe nachträglich. | 08963466 |
| Weitere Bilder                          | Denkmal | Mühlweg 5 (neben) (Karte)              | bezeichnet 1880                             | Ortsgeschichtlich von Bedeutung, zur Erinnerung an Ferdinand Querner (1816–1880), Spinnereibesitzer, 1857–1880 Bürgermeister in Kirchberg, 1871–1879 Abgeordneter im sächsischen Landtag. | 09303613 |
|                                         | Wohnhaus mit Einfriedung | Mühlweg 9 (Karte)                      | um 1800                                     | Interessantes Fachwerkwohnhaus, sehr dominant wirkendes Gebäude in zeittypischer Gestaltung, heimat- und stadtgeschichtlich sowie städtebaulich wichtig. Türportal mit Schlussstein und Segmentbogen erhalten aus der Erbauungszeit, ebenso die Ladenfensteröffnung und sehr schöne eiserne Fensterläden, Fenstergewände mit einer Hohlkehle, Erdgeschoss massiv, Fachwerk-Obergeschoss, Fachwerk aufgebrettert, heute ohne Streben, Mansarddach mit halbem Schopf. | 08963411 |
| Direkt Bild zu diesem Denkmal hochladen | Wohnhaus in halboffener Bebauung | Mühlweg 19 (Karte)                     | um 1895                                     | Zeittypischer gründerzeitlicher Klinkerbau von baugeschichtlicher und städtebaulicher Bedeutung. Zweigeschossig, roter Klinker, Lisenengliederung, Fensterverdachungen durch waagerechtes Gebälk, Dreieckgiebel und Segmentbögen, Eingang in turmartigem zweigeschossigen Anbau mit Pyramidenstumpf als Dachabschluss, rundbogige Gaupen, Natursteingliederung, Zwerchhaus, Mansardwalmdach, Schieferdeckung, Türen und Fenster original, ebenso gute Innenausstattung wie zum Beispiel Wohnungstür. | 08963913 |
|                                         | Wohnhaus in Ecklage, mit Anbau zur Friedhofstraße | Neumarkt 1 (Karte)                     | 2. Hälfte 19. Jahrhundert                   | Mit Laden, städtebaulich wichtig als Teil des Neumarktes. Mit Laden, Laden wahrscheinlich 1920er Jahre, Fenstergewände profiliert im Erdgeschoss, wahrscheinlich sogar um 1900, Zackenfries, Satteldach, zweigeschossiger massiver Putzbau. | 08963492 |
| Weitere Bilder                          | Rathaus, liegt zwischen Altmarkt, Torstraße und Neumarkt, mit Resten der Heiste an Torstraße und Altmarkt                                                 | Neumarkt 2 (Karte)                     | 1859                                        | Sehr gut erhaltener neugotischer Bau mit Anklängen an den Rundbogenstil des 19. Jahrhunderts, von hohem städtebaulichen und baugeschichtlichen Wert durch dominante Straßenlage und architektonische Qualität. - Rathaus: Drei-, teilweise auch zweigeschossig, in der Torstraße der Ratssaal mit fünf großen Rundbogenfenstern über beide Obergeschoss, dazu Rundbogenfries, kannelierte Türmchen mit Zinnenkranz als Verdachung, über dem Mittelfenster Zwerchhaus mit Treppengiebel und Kleeblattfenster, im Erdgeschoss Rundbogenfenster und Rundbogentor mit Beschriftung „Rathaus“, mit zweiflügeliger qualitätvoller Holztür mit Oberlicht, - Mittelrisalit: daran schließen sich zwei Hausflügel links und rechts an, die jeweils dreigeschossig sind, ein Teil möglicherweise im Zweiten Weltkrieg ausgebombt und neu aufgeführt, mit jeweils fünf Fensterachsen, die Fenster im ersten Obergeschoss und im Erdgeschoss höher, im dritten Geschoss kleiner, Kreuzstockfenster dort, sonst vierflügelige Fenster mit Sprossenteilung, zum Altmarkt hin polygonaler Turm mit Uhr und Zinnenbekrönung sowie Spitzhelm mit Kugel, - Anbauten: Anbauten an den Altbau (zerstört bei Bombenangriff im Zweiten Weltkrieg, wahrscheinlich Aufbau nach 1950), angepasst an alte Bauform, das Portal im Stil der 1950er Jahre, mit Werkstein verkleidet, Lampen auch aus dieser Zeit, dreigeschossiger Putzbau mit Zahnschnittfries am Kranzgesims, platzbeherrschend, städtebaulicher Wert. Vorgängerbau bei Stadtbrand von 1852 zerstört, Neubau nach Entwürfen der Architekten Haase & Schmidt aus Chemnitz errichtet. | 08963489 |
|                                         | Wohnhaus in geschlossener Bebauung | Neumarkt 6 (Karte)                     | um 1850                                     | Zweigeschossiger Massivbau, schlichter zeittypischer Putzbau um 1850, wichtig aus städtebaulicher Sicht. Zweigeschossig, fünf Achsen, im Erdgeschoss ursprünglich wahrscheinlich Laden mit zwei Eisen-Fensterlädenbeschlägen, Fenstergewände mit einer Hohlkehlung im Erdgeschoss, im Obergeschoss mit waagerechter Verdachung, Drempelgeschoss mit schmalen Rechteckfenstern sowie flachgeneigtem Satteldach, wahrscheinlich um 1850, zweiflügelige Haustür, Füllungstür mit Diamantquadern sowie flachem Oberlicht mit Sprossenteilung. | 08963493 |
|                                         | Wohnhaus in geschlossener Bebauung | Neumarkt 9 (Karte)                     | um 1840                                     | Zeittypischer schmaler Putzbau in gutem Originalzustand, Türportal mit gerader Verdachung, baugeschichtlich und städtebaulich von Bedeutung. Zweigeschossig, drei Achsen, waagerechte Fensterverdachung, Türportal mit waagerechtem Gebälk, Satteldach mit zwei Gaupen (mit Satteldach). | 08963496 |
|                                         | Wohnhaus in geschlossener Bebauung | Neumarkt 10 (Karte)                    | 1860                                        | Zweigeschossiger, architektonisch qualitätvoller Bau in hervorragendem Originalzustand, von hohem städtebaulichen Wert. Fünf Achsen, waagerechte Fensterverdachung im ersten Obergeschoss, Gurtgesims mit Zahnschnitt, ebenso Kranzgesims mit Zahnung, Drempelgeschoss mit rechteckigen, liegenden Fenstern, flachgeneigtes Satteldach mit Anordnung von drei Gaupen in zwei Reihen, Erdgeschoss recht hoch, Sohlbänke durchgängig verbunden, Rundbogenfenster, Fenstergewände mit einer Hohlkehlung, Fensterläden, Haustür wahrscheinlich Mitte 1920er Jahre, zweiflügelig, Kassettierung, wellenförmiger Kämpfer, Oberlicht mit strahlenförmig angeordneten Sprossen, sehr guter Erhaltungs- und Pflegezustand, Haustür vermutlich auch 1860 mit Kassettierung, Füllung, sehr schöne Drückergarnitur (Hand mit Griff). | 08963494 |
| Weitere Bilder                          | Wohnhaus (zwei Hausteile), mit Gedenktafel für Christoph Graupner                                                                                         | Neumarkt 11 (Karte)                    | um 1800, später überformt                   | Städtebaulich und regionalhistorisch von Wert, Geburtshaus des Komponisten Christoph Graupner (1683–1760). Beide Seiten des Gebäudes Erdgeschosses massiv, Fachwerk-Obergeschoss verputzt, Satteldach, profiliertes Kranzgesims, an einem Teil des Gebäudes noch Stichbogenportal mit Schlussstein, Fenster und Türen verändert, Fenstergewände mit einer Hohlkehle im Erdgeschoss, Vorderfront massiv, wichtig vor allem als Geburtshaus des Komponisten, Gedenktafel von 1983. | 08963495 |
|                                         | Wohnhaus in geschlossener Bebauung | Neumarkt 14 (Karte)                    | Mitte 19. Jahrhundert                       | Mit Laden, schlichter Putzbau mit Türportal mit gerader Verdachung, als zeittypischer Wohnhausbau städtebaulich bedeutsam und von wissenschaftlichem Wert. Laden nachträglich eingebaut, zweigeschossig, fünf Achsen, wahrscheinlich Drempelgeschoss, aber keine Fensteröffnungen, diese nur durch eine Art Gewände angedeutet, Zahnschnitt am Kranzgesims, leicht angedeutetes Gurtgesims, sehr schöne zweiflügelige Kassetten-Haustür mit Verzierungen, originaler Drückergarnitur sowie Oberlicht mit Sprossenteilung und waagerechter Türverdachung, rechts neben dem Hauseingang sehr schöne Fensterläden, Eisen mit verzierten Beschlägen, wahrscheinlich ursprünglich Laden. | 08963497 |
|                                         | Wohnhaus in geschlossener Bebauung | Neumarkt 16 (Karte)                    | 2. Hälfte 19. Jahrhundert                   | Einfacher zeittypischer Putzbau, städtebauliche Bedeutung. Zweigeschossig, Türportal aus der Erbauungszeit, Türen und Fenster verändert, waagerechte Verdachung über Portal, waagerechte Fensterverdachung im ersten Obergeschoss, Gurtgesims in Höhe der Sohlbänke des ersten Obergeschosses, Drempelgeschoss, dort statt der Fenster Reliefs (oval und rechteckig), flachgeneigtes Satteldach, zwei Gaupen mit Satteldach. | 08963498 |
|                                         | Wohnhaus in geschlossener Bebauung, mit Heiste | Neumarkt 19 (Karte)                    | 19. Jahrhundert                             | Zweigeschossiger Massivbau mit Korbbogenportal, als dominanter Eckbau von städtebaulichem Wert. Zweigeschossig, fünf Achsen, Türportal mit Schlussstein, zweiflügelige Haustür mit Oberlicht, die Fenster erneuert, ursprünglich Fensterläden im Erdgeschoss, wahrscheinlich ein Laden, Fensterläden mit Segmentbogenfenster, ansonsten Rechteckfenster mit einer Hohlkehlung, die Heiste wahrscheinlich neu aufgeführt, Satteldach, ansonsten schmucklos, aber wichtig als Eckbau. | 08963499 |
|                                         | Wohnhaus in Ecklage und in geschlossener Bebauung | Neumarkt 20 (Karte)                    | Mitte 19. Jahrhundert                       | Zweigeschossiger, zeittypischer Wohnhausbau mit aufwändiger Eingangsgestaltung, von städtebaulichem und wissenschaftlichem Wert. Zweiflügelige Haustür mit Kassetten und Oberlicht mit Sprossenteilung, im Erdgeschoss Fenstergewände mit einer Hohlkehle, an der Ecke ursprünglich Eingang, dieser zugesetzt, die Portale beider Eingänge und die waagerechte Verdachung erhalten, Fensterläden nicht mehr vorhanden, Obergeschoss mit waagerechte Fensterverdachung und vortretenden Sohlbänken, profiliertem Kranzgesims, fünf Gaupen. | 08963500 |
| Direkt Bild zu diesem Denkmal hochladen | Portal eines Wohnhauses | Neumarkt 21 (Karte)                    | bezeichnet 1820 (Portal)                    | Handwerklich-künstlerisch von Bedeutung, schöne Hauseingangstür im Korbbogenportal. Stichbogenportal mit Schlussstein und Kämpfer, die Haustür zweiflügelig, mit Ziergitter und Oberlicht (um 1900), Kreuzgratgewölbe im Hausflur und im Eingangsbereich, wahrscheinlich beide Geschosse massiv, im Erdgeschoss Fenstergewände mit einer Hohlkehlung, alle Fenster erneuert, die Laibung der Fenster im Erdgeschoss mit Korbbögen, Obergeschoss wahrscheinlich auch massiv, leicht hervortretend, sehr schöner Eingangsbereich, 2010 Denkmalwert auf Portal beschränkt, Wohnhaus zu stark überformt. | 08963501 |
| Weitere Bilder                          | Wohnhaus in offener Bebauung, zeitweise Hotel mit Gaststätte, heute katholisches Pfarramt und Kirche, mit Torbogen (zum Nachbarhaus Nr. 25)               | Neumarkt 23 (Karte)                    | bezeichnet 1760                             | Dominanter Bau in sehr gutem Originalzustand, aufwändige Portalgestaltung, bildet Abschluss des Neumarkts, durch Ausgewogenheit seiner Proportionen auch von architektonischer Qualität. Geputzter Massivbau, am Türportal bezeichnet „ISW? 1760“, kräftiges Portal mit Stichbogen und Schlussstein mit Kämpfer, Prellstein sowie waagerechtem Gebälk, Gurtgesims profiliert und umlaufend, Lisenengliederung an den Ecken im Obergeschoss, Freitreppe mit sieben Stufen und Wangen, Bruchsteinmauerwerk im Erdgeschoss, rechts neben der Tür Segmentbogenportal, Segmentgewände mit Stichbogen, Fenster um 1915, ansonsten Rechteckfenster mit einer Hohlkehle im Erdgeschoss, Sockel aufgeputztes Polygonmauerwerk darstellend, gezogene Fugen, Laibung der Fenster mit Korbbögen, im ersten Obergeschoss waagerechte Fensterverdachung und hervortretende Sohlbänke mit kleinem Blumenschmuck, wahrscheinlich 19. Jahrhundert, dazwischen Medaillon mit Ornament mit Blumenranken, bezeichnet „1923“, dreiachsiges Zwerchhaus mit halbrundem Fenster und Dreiecksgiebel, Walmdach, kleine Holzlaube (um 1900) wurde 1997 abgebrochen, harmonische Formgebung und Fassadengliederung, Nutzung des Gebäudes als katholische Kirche, Einfriedungsmauern links vom Gebäude vor 2010 abgebrochen. | 08963502 |
| Direkt Bild zu diesem Denkmal hochladen | Wohnhaus in halboffener Bebauung | Neumarkt 25 (Karte)                    | um 1800                                     | Spätbarockes Wohnhaus mit Korbbogenportal, von wissenschaftlichem und hohem städtebaulichen Wert. Wohnhaus: zweigeschossig, vier Achsen, Stichbogenportal mit Schlussstein, sehr schöne Tür mit Kassettierung und Oberlicht, zweiflügelig, Satteldach, wahrscheinlich traufseitig erweitert, Fenster verändert, Torbogen als Riegel quer zum Neumarkt – gehört zum Grundstück Neumarkt 23, siehe dort. | 08963503 |
| Direkt Bild zu diesem Denkmal hochladen | Portalgewände eines Wohnhauses | Neumarkt 31 (Karte)                    | um 1800                                     | In diesem Straßenzug das einzige, noch ursprünglich erhaltene Korbbogenportal, ortsbildprägend von Bedeutung. Stichbogenportal mit Schlussstein-Andeutung sowie Ohrung und Profilierung, mit Tür. | 08963504 |
| Direkt Bild zu diesem Denkmal hochladen | Wohnhaus in halboffener Bebauung, mit Heiste | Robert-Seidel-Straße 18 (Karte)        | Ende 18. Jahrhundert                        | Zweigeschossiger Fachwerkbau, städtebaulich wichtig als Teil eines ursprünglich gleichgestalteten alten Straßenzuges, von dem noch zahlreiche dieser Häuser erhalten sind. Massives Erdgeschoss, mit Stichbogenportal und Schlussstein, Satteldach, holzreiches Fachwerk mit zahlreichen Streben, original erhaltenes Gebäude. | 08963424 |
| Direkt Bild zu diesem Denkmal hochladen | Wohnhaus in geschlossener Bebauung | Robert-Seidel-Straße 19 (Karte)        | um 1800                                     | Zweigeschossiger Putzbau, gehört zu den wenigen erhaltenen Gebäuden, die die städtebauliche Entwicklung um 1800 in diesem Bereich dokumentieren. Fünf Fensterachsen, im Erdgeschoss drei Fenstergewände mit Hohlkehlung, Satteldach, zwei Gaupen mit Satteldach, Tür aus den 1920er Jahren, Bebauung ist in diesem Straßenzug ursprünglich vollständig so gewesen. | 08963430 |
| Direkt Bild zu diesem Denkmal hochladen | Wohnhaus in geschlossener Bebauung, mit Heiste | Robert-Seidel-Straße 20 (Karte)        | bezeichnet 1789                             | Zweigeschossiger Fachwerkbau mit schönem Korbbogenportal, sehr gut in den Proportionen erhaltenes Haus, städtebaulich bedeutsam sowie heimat- und baugeschichtlich als typischer Wohnhausbau aus dem Ende des 18. Jahrhunderts. Obergeschoss regelmäßiges Fachwerk mit Eckstreben, Mansarddach mit drei Schleppgaupen, Erdgeschoss massiv, drei Fenstergewände mit einer Hohlkehle, Stichbogenportal mit Schlussstein, am Portal bezeichnet „SFS 1789“. | 08963425 |
| Direkt Bild zu diesem Denkmal hochladen | Wohnhaus in geschlossener Bebauung | Robert-Seidel-Straße 21 (Karte)        | um 1800                                     | Zweigeschossiger Putzbau mit Korbbogenportal, städtebaulich wichtig als Teil des ursprünglichen Straßenzuges. | 08963429 |
| Direkt Bild zu diesem Denkmal hochladen | Wohnhaus in halboffener Bebauung, mit Heiste | Robert-Seidel-Straße 22 (Karte)        | Türstock bezeichnet 1839                    | Zweigeschossiger Fachwerkbau, wichtig als Teil des einheitlichen Bauensembles Robert-Seidel-Straße 18, 20 und 22. Fachwerk durch zu breite Fenster entstellt, aber es fehlen dort nur zwei senkrechte Ständer, Eckstreben, Satteldach, Erdgeschoss massiv, ein zu großes Fenster, die Fenstergewände entfernt, Türportal, Stichbogenportal mit Schlussstein erhalten, Türstock bezeichnet „H 1839“, mit Stützmauer oder ursprünglich wahrscheinlich Heiste. | 08963426 |
| Direkt Bild zu diesem Denkmal hochladen | Wohnhaus in halboffener Bebauung, mit Heiste, seitlichem Torbogen sowie Nebengebäude                                                                      | Robert-Seidel-Straße 24 (Karte)        | bezeichnet 1796                             | Zweigeschossiger verputzter Ziegelbau in zeittypischer Bauweise mit Korbbogenportal, in sehr gutem Originalzustand, Torbogen mit altem Holztor, Nebengebäude als Remise mit Fachwerk-Obergeschoss, städtebauliche Bedeutung als Teil eines gleichartigen Straßenzuges aus der zweiten Hälfte des 18. Jahrhunderts. Satteldach, sechs Achsen, Haustür in der Mitte angeordnet, Stichbogenportal und Schlussstein, bezeichnet GD 1796, dazu Fenstergewände mit Hohlkehlung im Erdgeschoss, Bruchsteinsockel verputzt, mit aufgemalter Steinteilung, dazu Heiste mit altem Belag, daneben Torbogen, Bruchstein, Remise: Fachwerk-Obergeschoss verschiefert, Mansardwalmdach. | 08963427 |
| Direkt Bild zu diesem Denkmal hochladen | Wohnhaus in geschlossener Bebauung, mit Gedenktafel | Robert-Seidel-Straße 25 (Karte)        | bezeichnet 1821                             | Baugeschichtlich und ortsgeschichtlich von Bedeutung, zeittypischer Putzbau mit Korbbogenportal, Geburtshaus von Robert Seidel (1850–1933), Pädagoge, sozialdemokratischer Politiker und Publizist. Bezeichnet am Schlussstein „EJH 1821“, mit sehr schöner Tür um 1900, zweiflügelig mit geteiltem Oberlicht und Zahnschnittfries, Diamantschnitt, Verdachungen, Stichbogenportal mit Schlussstein, Gurtgesims verputzt, wahrscheinlich Fachwerk-Obergeschoss mit vier Fensterachsen, Erdgeschoss massiv, drei Fenstergewände mit jeweils einer Hohlkehlung, Fenster erneuert, Satteldach, Inschrift: „Hier wurde am 23. November 1850 Robert Seidel geboren, Tuchmacherlehrling 1867, Buckskinweber, unerschrockener Kämpfer für die Klasseninteressen in der Crimmitschauer Arbeiterbewegung, 1870 Flucht in die Schweiz, Buchhandlungsgehilfe, Lehrer, Titular-Professor an der Eidgenössischen Technischen Hochschule 1911 bis 1917, Nationalrat, Vater der Arbeitsschule, Schriftleiter, Dozent, gestorben 1933 in Zürich.“ Gedenktafel von 1926 im Jahr 1933 beseitigt, 1955 jetzige Tafel angebracht. | 08963431 |
| Direkt Bild zu diesem Denkmal hochladen | Wohnhaus in halboffener Bebauung, mit Heiste und seitlicher Hofmauer (ehemaliger Torbogen)                                                                | Robert-Seidel-Straße 26 (Karte)        | bezeichnet 1796                             | Zweigeschossiger verputzter Bruchsteinbau mit Korbbogenportal, gleiche Gestaltung wie das Nachbarhaus Nummer 24, sehr guter Originalzustand. Bezeichnet „GD 1796“, Tür aus den 1920er Jahren, Fenstergewände mit einer Hohlkehlung, Mansardwalmdach, Gaupen mit Satteldächern. | 08963428 |
| Direkt Bild zu diesem Denkmal hochladen | Altes Schützenhaus mit Saal, jetzt Kinderheim | Scheringerstraße 4 (Karte)             | bezeichnet 1894                             | Repräsentativer gründerzeitlicher Klinkerbau in gutem Originalzustand und von landschaftsprägender Bedeutung in Ortsrandlage. Eingeschossiger Klinkerbau mit Saal, mit gewölbter Dacheindeckung und großen Rundbogenfenstern, Polygonmauerwerk am Sockel, angebaut eingeschossiger Bau mit Klinkerverblendung, verziert durch Klinkerornamente (dunkel- und hellrot), Kranzgesims, Zwerchhaus, dreiachsig, mit Rundfenstern wie am gesamten Haus, Türportal rundbogig, mit zweiflügeliger Eingangstür, mit sprossengeteiltem Oberlicht, aufwendig verzierte Tür (um 1890–1895), Gaupen leicht verändert, Schieferdeckung, Walmdach, auch am Anbau Polygonmauerwerk am Sockel, Fenster erneuert, gestalterisch dem Ursprungsbau angepasst, Haustür mit Ziervergitterung, alte Türen, Zwischen- und Zimmertüren, Haustür neu (nach historischem Vorbild), an der Haustür Kämpfer mit Würfelfries sowie Oberlicht, Türportal mit Schlussstein, dort wahrscheinlich Bacchus-Darstellung (weil Eingang zur Gaststätte), Saal heute als Turnhalle genutzt, im Kellergeschoss alte Ziervergitterung, am Saalbau bezeichnet „Erbaut 1894“, dort Pilastergliederung, Klinker mit einer Art Würfelfries am Kranzgesims. | 08963421 |
| Direkt Bild zu diesem Denkmal hochladen | Wohnhaus in offener Bebauung, mit Resten der Einfriedung                                                                                                  | Schillerstraße 2 (Karte)               | um 1900                                     | Gründerzeitlicher Klinkerbau, sehr guter Originalzustand, an der Straßenecke stehend, städtebaulich wichtig. Zweigeschossiger Klinkerbau, kubisch, Polygonmauerwerk als Sockel, Bossenquaderung an den Ecken, originale Kellerfenstergitter, roter Klinker mit Diamantquaderung an den Ecken, originale Haustür, zweiflügelig, mit Oberlicht, der darüber befindliche ursprüngliche Balkon ist heute massiv aufgemauert und verändert, einzige Veränderung am Gebäude, im Obergeschoss waagerechte Fensterverdachung, teilweise gebunde Fenster, darin eingestellt Pfeiler, Pilaster mit Kannelierung u. a., Oberlichter der Fenster im Obergeschoss mit Sprossenteilung, Mansardwalmdächer, Dacherker mit zwei gebundenen Rundbogenfenstern, darüber Gebälk von Kugeln bekrönt und Muschelornament, ansonsten einfache Gaupe, Einfriedung mit verklinkerten Zaunpfeilern und schmiedeeisernem Zaun. | 08963453 |
| Weitere Bilder                          | Schule (Nr. 4) mit Turnhalle (Nr. 3) | Schulstraße 3; 4 (Karte)               | 1862/1863                                   | Repräsentativer dreigeschossiger Putzbau mit zeittypischem Fassadendekor, Anklänge an den Stil der Neogotik, baugeschichtlich und ortsgeschichtlich von Bedeutung. - Schule: Dreigeschossiger Putzbau, mit Porphyrtuff, neun Achsen, Mittelrisalit über drei Achsen, Pilastergliederung, sehr schöner Kleeblattfries, wahrscheinlich aus Kunststein, am Kranzgesims ganz flaches Gurtgesims, umlaufend und verkröpft, Brüstungsfelder zwischen erstem und zweitem Obergeschoss der Fenster am Mittelrisalit mit flachen, reliefartigen Verzierungen, ansonsten schmucklos, Eingangsüberdachung, Haustür, Fenster und Treppenaufgang verändert, ansonsten die ursprüngliche Gestalt erhalten, ockerfarbiger Putz, – Ernst Schneller hatte hier seine erste Stelle als Hilfslehrer, - Turnhalle: Eingeschossiger Putzbau mit Lisenengliederung, teilweise Porphyrtuffgewände, bezeichnet „1884“, ebenfalls eine Art Zahnschnitt aus Klinkern, Satteldach, Ziegelmauerwerk verputzt, im Sockel an der Giebelseite drei große Holztore. 1896 Errichtung des Schulpavillons, ab 1958 Oberschule, 1962 nach Lehrer Ernst Schneller benannt, 1992–2004 Grundschule und Mittelschule, seit 2004 Grundschule, ab 2009 saniert. | 08963473 |
| Direkt Bild zu diesem Denkmal hochladen | Schule, ehemals Jugendheim | Sperlingsberg 23 (Karte)               | 1938                                        | In gutem Originalzustand, weithin sichtbar durch dominante Lage, hat baugeschichtlichen Wert als Dokument des Heimatstils der 1930er Jahre, außerdem künstlerische Qualität aufgrund der ausgewogenen Proportionen und des angepassten Baustils an die übliche Bauweise in dieser Landschaft. Alter Teil im Winkel gebaut, mit Bruchstein in Schichtmauerwerk, Werkstein im Erdgeschoss, Obergeschoss Fachwerk-Bauweise, Walmdach mit Schieferdeckung, das eine Gebäude zweigeschossig, der Seitenflügel eingeschossig mit Kniestock, sehr gute Proportionen, landschaftsgestaltend aufgrund der dominanten Lage, Türen und Fenster erneuert, vermutlich angenähert an das historische Vorbild, Gaupen weich eingedeckt mit Walmdächern, Hauptansicht des zweigeschossigen Baus mit drei Gaupen, auf dem Seitengebäude eine, Seitengebäude mit Satteldach abschließend, Eingangstür flankiert von zwei Lampen auf Auslegern, am Seitenflügel ebenfalls eine Lampe über der Tür, in diesem Flügel vermutlich Hausmeisterwohnung untergebracht, Eingang ebenfalls betont durch Werkstein in Schichtmauerwerk, daran heute ein Neubau angefügt, der aber nur durch einen Glasverbinderbau mit dem Altbau verbunden ist, so dass kein Eingriff in die historische Bausubstanz erfolgte, Anbau ohne Denkmalwert. Hauptgebäude ab 1938 als Jugendheim genutzt, ab 1945 Grundschule, seit 1952 Förderschule, 1974 erweitert, 1992 umfassend rekonstruiert und modernisiert. | 08963422 |
| Direkt Bild zu diesem Denkmal hochladen | Wohnhaus in geschlossener Bebauung | Südstraße 16 (Karte)                   | Um 1780                                     | Obergeschoss Fachwerk, letztes authentisches Haus auf der Südstraße, mit Zug einer Schwarzen Küche ab Obergeschoss, bau- und ortsbaugeschichtlich von Bedeutung | 09307003 |
| Direkt Bild zu diesem Denkmal hochladen | Wohnhaus in halboffener Bebauung | Torstraße 3 (Karte)                    | 2. Hälfte 18. Jahrhundert, später überformt | Zeittypischer, gut erhaltener Barockbau von baugeschichtlichem Wert, gründerzeitlich überformte Fassade. Mit Laden (Bauveränderungen im Erdgeschoss), zweigeschossiger Putzbau mit massivem Obergeschoss an der Straßenfront, an der rückwärtigen Trauf- und Giebelseite Fachwerk-Obergeschoss, mit Laden und Mansarddach, Erdgeschoss-Bereich verändert, sechs Achsen, die Fenster mit waagerechter Verdachung und Zahnschnitt, hervortretende Sohlbänke auf volutenartigen Kragsteinen, Fenster erneuert, im Erdgeschoss Ladeneinbau in den 1920er Jahren, dadurch auch Eingriffe in die Bausubstanz, wahrscheinlich die Decken verändert sowie der Keller teilweise umgebaut, die Gewölbe dort abgebrochen, Reste des tonnengewölbten Kellers erhalten, an der hinteren Seite im Erdgeschoss tonnengewölbter Raum aus der Erbauungszeit des Gebäudes, Hausflur sowie Rahmenfüllungstüren im Obergeschoss barock erhalten, liegender Dachstuhl mit Kehl- und Hahnebalken, die Fensterlaibung im ersten Obergeschoss an der Straßenfront mit gedrücktem Korbbogen, Nebengebäude: zweigeschossig, Erdgeschoss massiv, Obergeschoss Fachwerk, Satteldach, komplett erhalten mit Gang, Toilette und Kammern, dazu im rechten Winkel anschließendes Seitengebäude abgebrochen. | 08963475 |
| Direkt Bild zu diesem Denkmal hochladen | Wohnhaus mit Gaststätte in geschlossener Bebauung, und zwei Hintergebäude                                                                                 | Torstraße 7 (Karte)                    | Türportal bezeichnet 1880                   | Dreigeschossiger Putzbau mit gründerzeitlich-klassizistischer Fassade, städtebaulich bedeutsam aufgrund seiner Kirchennähe. Wohnhaus: vier Achsen, waagerechte Fensterverdachungen in beiden Obergeschoss, Haus möglicherweise im Kern und im Innern älter, wahrscheinlich dort auch das Stichbogenportal älter und später datiert, die Fenster verändert, großes Tor, zweiflügelig, mit Oberlicht, Türportal bezeichnet „EHC 1880“. | 08963480 |
|                                         | Wohnhaus in geschlossener Bebauung, mit Hintergebäuden | Torstraße 9 (Karte)                    | um 1800                                     | Repräsentatives Wohnhaus barocken Ursprungs, großes Korbbogenportal, städtebaulich wichtig als Abschluss des Marktplatzes und damit als dessen Bestandteil. Dreigeschossiger Massivbau, sechs Achsen, im ersten Obergeschoss Fenster aus der zweiten Hälfte des 19. Jahrhunderts, großes Portal mit zweiflügeligem Tor aus den 1920er Jahren, Schlussstein am Portal, wahrscheinlich ursprünglich mit Laden, neben Hauseingang im Erdgeschoss Stichbogenportal mit Kloben für Aufhängung der Fensterläden (dort früher Laden?), ansonsten drei Fenster mit Fenstergewänden, wahrscheinlich dort die Sohlbänke verändert, die waagerechte Fensterverdachung im Obergeschoss wahrscheinlich zweite Hälfte 19. Jahrhundert, dazu zweiachsiges Zwerchhaus, Zutaten aus der Mitte der 1920er Jahre mit expressiver Formgebung, Zackenstilornamentik, von den drei Hintergebäuden 2010 nur noch die beiden Seitenflügel des Hofes vorhanden. | 08963481 |
|                                         | Wohnhaus in geschlossener Bebauung | Torstraße 11 (Karte)                   | wohl um 1800                                | Zweigeschossiger repräsentativer Barockbau mit sehr schönem Barockportal, baugeschichtlich von Bedeutung, städtebaulich wichtig als Abschluss des Marktplatzes und damit als dessen Bestandteil. Wohnhaus: mit Laden, Mittelrisalit, dort Eingangstür, sehr schönes Barockportal, zweiflügelig, mit Verzierungen in den Füllungen, dort Löwendarstellung, Oberlicht mit ornamentalen Verzierungen, am Schlussstein bezeichnet „AR“, Fenstergewände im Erdgeschoss mit Ohrung, im ersten Obergeschoss waagerechte Fensterverdachung, vorkragende Sohlbänke, volutenartige Kragsteine, verkröpftes Gesims, Mittelrisalit dreigeschossig mit segmentbogenartigem Abschluss und Ovalfenster, Mansarddach, fünf Gaupen mit Satteldach, im Hausflur gebuste Kreuzgratgewölbe, von den drei Hintergebäuden 2010 nur noch ein Seitenflügel vorhanden, der höchstwahrscheinlich ein Neubau ist, daher Hintergebäude als Abbruch verzeichnet. | 08963482 |
| Weitere Bilder                          | Wohnhaus in geschlossener Bebauung, mit Hinterhofgebäuden                                                                                                 | Torstraße 13 (Karte)                   | um 1800                                     | Dreigeschossiger Massivbau mit barockem Portal, städtebaulich bedeutsam als Teil der Marktplatzbebauung. Mit barockem Portal, am Schlussstein keine Beschriftung mehr lesbar, waagerechte Fensterverdachung über Portal, mit volutenartigen Kragsteinen, wahrscheinlich im hinteren Bereich Fachwerk, möglicherweise aufgestockt, sechs Achsen, im ersten Obergeschoss waagerechte Fensterverdachungen, die Fenster im Erdgeschoss ursprünglich mit Fensterläden, nachträglicher Ladeneinbau, große Tordurchfahrt mit zweiflügeligem, aufgedoppelten Haustor, mit strahlenförmiger Anordnung der Sprossen im Oberlicht, die Hintergebäude auch mit Fachwerk und barocken Toren, im Innern mehr oder weniger verändert. | 08963484 |
| Direkt Bild zu diesem Denkmal hochladen | Wohnhaus in geschlossener Bebauung | Torstraße 15 (Karte)                   | wohl 2. Hälfte 18. Jahrhundert              | Mit nachträglichem Ladeneinbau, städtebauliche Bedeutung als Teil eines geschlossenen barocken Bauensembles, marktplatzbestimmend das Fachwerk-Zwerchhaus im Dach. Im Hausflur Kreuzgratgewölbe mit Gurtbögen und eiserner verzierter Tür, wahrscheinlich zweite Hälfte 18. Jahrhundert, etwas seitlich angeordnetes Portal mit Stichbogen, Kämpfer und Schlussstein, mit einem sehr schönen, genuteten zweiflügeligen Tor mit Oberlicht (ohne Fenstereinsatz, nur mit ausgesägten Lichtöffnungen), Fenstergewände mit einer Hohlkehle im Erdgeschoss erhalten, ursprünglich mit Fensterläden, seitlich ebenfalls Ladeneinbau, sechs Achsen, massiv im ersten Obergeschoss, nur zweigeschossig, dreiachsig, Zwerchhaus mit Fachwerk, Satteldach, in einem Laden heute (1997) Bestattungsinstitut. | 08963485 |
| Direkt Bild zu diesem Denkmal hochladen | Wohnhaus in geschlossener Bebauung, mit Hintergebäude | Torstraße 17 (Karte)                   | bezeichnet 1763                             | Zeittypischer Putzbau mit großem Türportal mit Schlussstein, zum historischen Stadtkern gehörendes Gebäudeensemble. Mit Laden, zweigeschossiger Putzbau, Laden im Erdgeschoss, großes Türportal mit Schlussstein, bezeichnet „1763“, Fenstergewände im Erdgeschoss entfernt, aber im Laden schönes Kreuzgratgewölbe mit Gurtbogen erhalten, leicht gestelzt, heutiger Hauseingang nach hinten versetzt, Treppenhaussituation sicher umgebaut, Dach ausgebaut mit Mansardgeschoss, mit Streifen Satteldach heute, ovale Fensteröffnungen im Kellergeschoss. | 08963486 |
| Direkt Bild zu diesem Denkmal hochladen | Wohnhaus in geschlossener Bebauung, mit Hinterhofgebäuden                                                                                                 | Torstraße 19                           | 2. Hälfte 19. Jahrhundert                   | Wissenschaftlicher Wert als gut im Innern erhaltenes Barockhaus. Hofgebäude alle mit Fachwerk-Obergeschoss. Hintergebäude: eines noch mit Gang und Fachwerk im Erdgeschoss, Treppe vom Hof aus, mit Remise, dort noch alte Türen, teilweise zweitverwandt verbaut, das andere Seitengebäude mit Bruchstein-Erdgeschoss und Fachwerk-Obergeschoss, Mansarddach, am Haus auch Anbau mit Fachwerk-Obergeschoss, im Erdgeschoss segmentbogenförmige Fenstergewände mit Hohlkehle (recht selten), Fenster mit kleinem Drehflügel, Wohnhaus: barocke Ausstattung komplett erhalten, mit Holzbalkendecke und hölzerner Treppe (dreiläufig), mit ausgesägtem Treppengeländer, verzierte Eisentür sowie Einbauschrank aus der Erbauungszeit, Haus zweigeschossig, die Fensteranordnung im Obergeschoss verändert, im Obergeschoss wahrscheinlich noch Fachwerk, im Erdgeschoss entstellender Ladeneinbau, das Portal vereinfacht, mit Schlussstein und Prellsteinen, Haustür zurückversetzt (1920er Jahre), Satteldach, Anordnung von drei Gaupen zweireihig, Straßenfassade baulich stark verändert. | 08963487 |
| Direkt Bild zu diesem Denkmal hochladen | Wohnhaus in halboffener Bebauung | Torstraße 23 (Karte)                   | bezeichnet 1757                             | Barockes Gebäude in gutem Originalzustand, verschiefertes Fachwerk-Obergeschoss und Korbbogenportal. Zweigeschossig, Obergeschoss Fachwerk oder massiv, Stichbogenportal mit Nasung und Schlussstein, bezeichnet 1757 sowie Initiale, Ladenfenster mit originalen Fensterläden, einer Hohlkehle, der Raum dahinterliegend mit Kreuzgratgewölben, ansonsten einfache Fenstergewände, wahrscheinlich verändert (schmaler als ursprünglich?), Fenster mit innenliegenden Sprossen, Satteldach mit Hecht. | 08963488 |

## Burkersdorf
| Bild                                    | Bezeichnung | Lage                           | Datierung                 | Beschreibung | ID       |
| --------------------------------------- | --- | ------------------------------ | ------------------------- | --- | -------- |
| Direkt Bild zu diesem Denkmal hochladen | Häuslerhaus | Am Hohen Forst 41 (Karte)      | um 1790 und später        | Fachwerkhäuslerei, Teil der alten Ortsstruktur, schönes Türportal, baugeschichtlich und sozialgeschichtlich von Bedeutung. Erdgeschoss massiv, Obergeschoss Fachwerk verschiefert, Fenster- und Türgewände im Erdgeschoss aus Granit, kräftiger profilierter Türsturz mit Oberlicht, originale Haustür. | 08956182 |
| Direkt Bild zu diesem Denkmal hochladen | Wohnhaus | Am Hohen Forst 46 (Karte)      | um 1900                   | Gründerzeitliches Backsteinwohnhaus, baugeschichtlich von Bedeutung. Zweigeschossiger Bau mit Gliederung in gelbem Backstein, Satteldach mit zwei Dachhäuschen. | 08956150 |
| Direkt Bild zu diesem Denkmal hochladen | Scheune eines Zweiseithofes | Am Hohen Forst 64 (Karte)      | 2. Hälfte 19. Jahrhundert | Beispiel für die historische Holzbauweise, wirtschaftsgeschichtlich von Bedeutung. Fachwerk, Einfahrt, oberer Teil verbrettert. | 08956151 |
| Direkt Bild zu diesem Denkmal hochladen | Wohnhaus eines Dreiseithofes | Nebenstraße 6 (Karte)          | um 1720                   | Fachwerkbauernhaus mit V-Streben, Seltenheitswert, baugeschichtlich von Bedeutung. Erdgeschoss massiv, Obergeschoss 2/3 Fachwerk, einriegelig mit V-Streben, hinteres Giebeldreieck verbrettert, Backhaus. | 08956144 |
| Direkt Bild zu diesem Denkmal hochladen | Wohnstallhaus eines Dreiseithofes | Saupersdorfer Weg 2 (Karte)    | um 1800                   | Straßenbildprägendes Fachwerkhaus, strebenreiches Fachwerk, baugeschichtlich von Bedeutung. Großer Baukörper, Erdgeschoss massiv, Obergeschoss Fachwerk, teils aufgebrettert, Giebel verkleidet, Krüppelwalmdach. | 08956142 |
| Direkt Bild zu diesem Denkmal hochladen | Wohnstallhaus eines ehemaligen Dreiseithofes | Schneeberger Straße 12 (Karte) | Mitte 19. Jahrhundert     | Straßenbildprägendes Fachwerkhaus, baugeschichtlich von Bedeutung. Erdgeschoss massiv, Obergeschoss Fachwerk, verkleidet. | 08956146 |
| Weitere Bilder                          | Kirche mit Kirchhof, Kriegerdenkmal für die Gefallenen des Ersten Weltkrieges und Einfriedung, weiterhin mit benachbartem Friedhof und verbindender Allee | Schneeberger Straße 29 (Karte) | 13. Jahrhundert           | Baugeschichtlich, ortsgeschichtlich und ortsbildprägend von Bedeutung, im Kern romanische Saalkirche, barock erneuert; Katharinenkirche. - Kirche: Kleine, im Kern romanische Saalkirche, wohl im 13. Jahrhundert als Kapelle errichtet, 1429 teilweise von Hussiten zerstört, 1679 erneuert. Restaurierungen 1897, 1960 und 1990. Verputzter Bau mit eingezogenem, gerade geschlossenem Chor, Dachreiter. Im Innern Holzdecke und Emporen an der Nord-, West- und Ostseite, Triumphbogen zum Chor. - Ausstattung: Fünf gefasste Schnitzfiguren eines ehemaligen Altars, um 1500 (1971/72 restauriert): Maria, flankiert von den heiligen Barbara, Dorothea, Margareta (?) und einer Heiligen mit Kreuz und Vogel (Regina?); Neugotische Taufe. mit ältester Glocke (1302) Sachsens aus dem Bergrevier „Zum Hohen Forst“, Altarbild „Christus betend“ vom Kirchberger Kunstmaler Kramer, - Kriegerdenkmal: Granitmonolith mit Tafel auf Sockel, Relief: Stahlhelm mit gekreuzten Schwertern. | 08956143 |
| Direkt Bild zu diesem Denkmal hochladen | Wohnstallhaus und zwei Seitengebäude eines Vierseithofes                                                                                                  | Schneeberger Straße 37 (Karte) | bezeichnet 1841           | Ländliches Fachwerkwohnhaus mit zwei Korbbogenportalen, Teil der alten Ortsstruktur, baugeschichtlich und wirtschaftsgeschichtlich von Bedeutung. - Wohnhaus: Erdgeschoss massiv, zwei Korbbogenportale mit Schlussstein, Obergeschoss überwiegend einriegeliges Fachwerk, Giebel Schiefer, - Nebengebäude: Erdgeschoss massiv und mit preußischem Fachwerk, Drempel Fachwerk mit Holzverkleidung. | 08956147 |
| Direkt Bild zu diesem Denkmal hochladen | Wohnstallhaus eines ehemaligen Dreiseithofes | Schneeberger Straße 47 (Karte) | 1. Hälfte 19. Jahrhundert | Verschiefertes Fachwerkhaus, weitgehend ursprünglich erhalten, baugeschichtlich von Bedeutung. Erdgeschoss massiv, teils noch Steingewände, Obergeschoss Fachwerk, rundum Schiefer, Dach Schiefer. | 08956148 |
| Direkt Bild zu diesem Denkmal hochladen | Wohnhaus | Schneeberger Straße 57 (Karte) | bezeichnet 1860           | Beispiel für die späte Holzbauweise, baugeschichtlich von Bedeutung. Erdgeschoss massiv, Steingewände, profilierter Türsturz, Obergeschoss und Drempel Fachwerk, Giebel verbrettert, Schlagläden. | 08956149 |

## Cunersdorf
| Bild                                    | Bezeichnung | Lage                                | Datierung                  | Beschreibung | ID       |
| --------------------------------------- | --- | ----------------------------------- | -------------------------- | --- | -------- |
| Weitere Bilder                          | Gemeindeamt | Alte Kirchberger Straße 3 (Karte)   | um 1928                    | Eindrucksvoller, dem Stil des Art déco verpflichteter Putzbau mit originaler Ausstattung, Zeugnis gemeindlicher Selbstverwaltung, ortsbildprägend im Ensemble mit der Schule, orts- und baugeschichtlich von Bedeutung. Zweigeschossig, ausgebautes Dachgeschoss, Granitquadersockel, Putzfassade, offene Eingangsvorhalle mit drei Granitpfeilern, saniert, Ziegeldach, original: Haustür mit Bleiglasfenster und Oberlicht, Kellerfenster, vier Bleiglasfenster zum Foyer, zwei Gitter mit Blumenkastenhaltern, Außen-WC-Türen, Treppenhaus, Treppenhausfenster, Kellertür, Hoftür und neben der Hoftür Fußabstreicher Wohnungseingangstüren, im Erdgeschoss Gemeindeamt, in den darüberliegenden Geschossen immer schon Wohnungen. | 08959286 |
| Weitere Bilder                          | Schule | Alte Kirchberger Straße 5 (Karte)   | um 1900                    | Breitgelagerter gründerzeitlicher Putzbau neben dem Gemeindeamt, Dokument der Volksbildung, ortsgeschichtliche Bedeutung. Heute Kindergarten, Bücherei und Arztpraxis, zweigeschossig, sieben Achsen mit jeweils gekuppelten Fenstern, Gewände aus Sandstein, Sandstein-Sockelgesims, Bruchsteinsockel (Granit), Granitstufen, Uhrenaufsatz Sandstein mit Glocke, Gewände der Kellerfenster Granit, hofseitige Kunststofftür entstellend, Fenster original 1950er Jahre. | 08959287 |
| Direkt Bild zu diesem Denkmal hochladen | Vierseithof mit Wohnstallhaus, Auszugshaus und Seitengebäuden, sowie Toreinfahrt, Bauerngarten und Granit-Wassertrog | Alte Kirchberger Straße 11 (Karte)  | bezeichnet 1809            | Besterhaltene, eindrucksvolle Hofanlage, malerisch im Landschaftsraum wirkend, wissenschaftlich-dokumentarische Bedeutung, besonders das 1809 bezeichnete Wohnstallhaus (Fachwerkbau mit Korbbogenportal), Bedeutung für Ortsbild und Kulturlandschaft, baugeschichtlich und wirtschaftsgeschichtlich von Bedeutung. - Wohnstallhaus: eventuell vor 1800, Giebel mit Schmuckschiefer, Fachwerk-Obergeschoss Hofseite verbrettert, Erdgeschoss massiv, Haustür- und Fenstergewände Granit, Korbbogenportal Schlussstein bezeichnet „1809“, teilweise originale Fenster mit Altglas, Gasheizung 1994/95, leerstehend seit 1999, - Stallscheune: Ziegelbau, Ende 19. Jahrhundert, Durchfahrtscheune, hoher Granitsteinsockel, sonst verputzt, rückwärtig Speicherhaus mit Kranbalken, schiefergedecktes Satteldach, waldseitiger Teil Hofseite mit Ziegeldeckung, - Auszugshaus: Putzbau, Obergeschoss verschiefert, Satteldach mit Wellblech, - Toreinfahrt: Verputzt, Schieferabdeckung, Schlussstein bezeichnet „1796“ (GFB) - Granitwassertrog an der Toreinfahrt, - Bauerngarten. | 08959279 |
|                                         | Straßenbrücke über den Rödelbach                                                                                     | Am Wiesengrund (Karte)              | 1. Hälfte 19. Jahrhundert  | Zeugnis der Verkehrsgeschichte, Bruchsteinmauerwerk. Bruchsteinmauerwerk, Fahrbahn heute verbreitert. | 08959289 |
| Direkt Bild zu diesem Denkmal hochladen | Mietvilla mit Einfriedung, Garten mit Teich, Terrasse und altem Gehölzbestand                                        | Am Wiesengrund 6 (Karte)            | bezeichnet 1894            | Eindrucksvoller Gründerzeitbau in Nähe der Spinnerei Schreiterer, bau- und ortshistorische Wertigkeit. Wie Nummer 8, Pendant zu Nummer 8, Wetterfahne bezeichnet „1894“, original: Haustür und Gitter, Kellerfenstergitter, Treppengeländer, Garten: Terrasse mit Staketenzaun, Teich, alter Gehölzbestand, Auffahrt mit Lindenreihe linksseitig, Einfriedung: Staketenzaun, Einfahrt Klinkerpfeiler mit Kunststein-Kugelabschluss. | 08959306 |
| Direkt Bild zu diesem Denkmal hochladen | Mietvilla sowie Waschhaus in rückwärtiger Lage                                                                       | Am Wiesengrund 8 (Karte)            | 1894                       | Gründerzeitliche Villa mit übereckgestelltem Turm, anspruchsvoller Wohnbau in repräsentativer Hanglage gegenüber der Spinnerei Schreiterer, bau- und ortsgeschichtlich bedeutsam. Zweigeschossig, Kellergeschoss Bruchsteinmauerwerk, Klinkerfassade und Kunststeingliederung, Stuckdekor, saniert, südseitig entstellender Anbau, Pendant zu Nummer 8, vermutlich Fabrikantenvilla der Spinnerei Schreiterer (gegenüber), originale Kellerfenstergitter, Waschhaus: kleines Klinkergebäude. | 08959304 |
| Direkt Bild zu diesem Denkmal hochladen | Wohnstallhaus eines Bauernhofs                                                                                       | Bergstraße 12 (Karte)               | um 1830                    | Wohnhaus mit Fachwerk im Obergeschoss, großer orts- und landschaftstypischer ländlicher Wohnbau in Ortsrandlage, wissenschaftlich-dokumentarischer Wert, baugeschichtlich von Bedeutung. Zweigeschossig, Erdgeschoss massiv, Obergeschoss Sichtfachwerk, Gewände in Bruchsteinmauerwerk aus Granit, Satteldach mit Ziegeldeckung, Stallteil, neue Holzfenster, Rückseite ehemaliges Backhaus? | 08959285 |
| Direkt Bild zu diesem Denkmal hochladen | Schornstein eines Spinnereigebäudes und zwei Torpfeiler der Zufahrt                                                  | Kirchberger Straße 3 (Karte)        | um 1870                    | Rest eines der ältesten und daher ortsgeschichtlich interessanten Industriebauten im Ort, ortsbildcharakterisierend, Einfahrt zwei Kunststeinpfeiler mit Reliefs (einzigartig). Klinkerbau dreigeschossig, acht Achsen, Flachdach, mit Sicherheit ältester Fabrikbau, sehr malerisch in der Niederung gelegen, Schornstein achteckig mit quadratischem Unterbau, Einfahrt: zwei Kunststeinpfeiler mit Reliefs (einzigartig). | 08959307 |
| Direkt Bild zu diesem Denkmal hochladen | Wohnstallhaus, Stallgebäude und Hofpflasterung eines Vierseithofes                                                   | Kirchberger Straße 9 (Karte)        | bezeichnet 1817            | Ortsbildgestaltendes und vollständig erhaltenes Gehöft in Ecklage Am Wiesengrund, Fachwerkbauten mit wissenschaftlich-dokumentarischem Wert, Bestandteil der alten Ortsstruktur und Zeugnis bäuerlicher Bau- und Lebensweise, baugeschichtlich von Bedeutung. - Wohnstallhaus: Zweigeschossig, Erdgeschoss massiv, Obergeschoss Sichtfachwerk, Korbbogenportal bezeichnet „1817“, Gewände teilweise Kirchberger Granit, Erdgeschoss Bruchsteinmauerwerk (teilweise aus Cunersdorfer Steinbruch Am Wiesengrund), Krüppelwalmdach, innen noch Räucherkammer und einige Preußische Kappen aus dem Stall, im Keller Tonnengewölbe, originaler Dachstuhl, ein Balken 17 m lang handgeheilt, - Stall: Erdgeschoss massiv, Obergeschoss Sichtfachwerk, innen Fenstergewände mit Lehmfachung, Taubenschlag, Preußische Kappen, Heuaufzug mit Speicherluke im feldseitigen Giebel, ein Wirtschaftsgebäude 1932 kein Denkmal, erhaltener Vierseithof, Hofpflasterung. | 08959303 |
| Direkt Bild zu diesem Denkmal hochladen | Wohnhaus mit Toreinfahrt, Einfriedung und Vorgarten                                                                  | Kirchberger Straße 11 (Karte)       | um 1905                    | Repräsentativer Wohnbau, am Crinitzer Wasser gelegen, Dokument der gemeindlichen Entwicklung im Rahmen der Industrialisierung, baugeschichtlich von Bedeutung. Zweigeschossig, ausgebautes Mansardgeschoss, Bruchsteinsockel, rote Klinkerfassade, profilierte Fenstergewände, in Fensterverdachungen Jugendstildekor, originale Haustür mit Gitter, Fenster neu, saniert, Schieferdach, Einfriedung: Kunststeinschwelle, Staketenzaun, Torpfeiler aus Klinkermauerwerk. | 08959290 |
| Direkt Bild zu diesem Denkmal hochladen | Scheune eines Winkelhofes                                                                                            | Kirchberger Straße 12 (Karte)       | bezeichnet 1899            | Landschaftstypischer Bevorratungsbau einer Bauernwirtschaft mit großer Wirkung in Landschaft und Ortsbild durch Hanglage in einer Straßenkurve, wirtschafts- und baugeschichtlich von Bedeutung. Sichtfachwerk über Bruchsteinmauerwerk, ziegelgedecktes Satteldach, Durchfahrtscheune, rückwärtiger Anbau kein Denkmal, straßenseitiger Giebel Schieferdekor bezeichnet „1899“ wirkt weit in Landschaft und Ortsbild wegen erhöhter Lage in einer Kurve, Wohnstallhaus 19. Jahrhundert kein Denkmal, Krüppelwalmdach, massives Erdgeschoss und Fachwerk-Obergeschoss. | 08959308 |
| Direkt Bild zu diesem Denkmal hochladen | Mietvilla mit Toreinfahrt, Einfriedung, Vorgarten und Pflasterung der Zuwegung                                       | Kirchberger Straße 13 (Karte)       | um 1900                    | Orts- und landschaftstypischer Wohnbau seiner Zeit mit Klinkerfassade, Zeugnis der Verstädterung, baugeschichtlich von Bedeutung. Zweigeschossig, ausgebautes Mansardgeschoss, Bruchsteinsockel (Granit), Klinkerfassade, ortstypisch (vgl. Nummer 11 und 35), Haustür entstellend, Einfriedung: Staketenzaun, Torpfeiler rote Klinker mit Kugelaufsätzen, Pflasterung der Zufahrt zur Treppe. | 08959291 |
| Direkt Bild zu diesem Denkmal hochladen | Wohnhaus | Kirchberger Straße 15 (Karte)       | 1. Hälfte 19. Jahrhundert  | Mit Fachwerk im Obergeschoss, Bestandteil der alten Ortsstruktur, baugeschichtlich von Bedeutung. Erdgeschoss massiv, Obergeschoss Sichtfachwerk, ziegelgedecktes Satteldach, Haustür neu. | 08959292 |
| Direkt Bild zu diesem Denkmal hochladen | Granit-Wassertrog auf einem Bauerngehöft                                                                             | Kirchberger Straße 19 (Karte)       | 1. Hälfte 19. Jahrhundert  | Zeugnis bäuerlicher Lebens- und Wirtschaftsweise aus der ersten Hälfte des 19. Jahrhunderts. - Wohnstallhaus: Um 1820, Erdgeschoss massiv, Obergeschoss Fachwerk verbrettert an Hofseite, Giebelspitze Eternitschindeln, Satteldach Schieferdach, zur Zeit innen Decke herausgebrochen usw., - Stall: Zweite Hälfte 19. Jahrhundert, Putzbau, ziegelgedecktes Satteldach, - Scheune: Verbrettert, Zweite Hälfte 19. Jahrhundert, ziegelgedecktes Satteldach, Durchfahrtscheune, nur Granitwassertrog ist Denkmal. | 08959288 |
| Direkt Bild zu diesem Denkmal hochladen | Villa und Brücke über das Crinitzer Wasser                                                                           | Kirchberger Straße 22 (Karte)       | um 1915                    | Ansprechender Villenbau am Crinitzer Wasser und in unmittelbarem Zusammenhang mit dem Fabrikationsgelände der Spinnerei Dressel, orts- und baugeschichtlich von Bedeutung. Kellergeschoss Bruchsteinmauerwerk, Erdgeschoss Putzfassade, ausgebautes Dachgeschoss mit vielgliedriger Dachlandschaft, Dachpappschindeldeckung, Fenster entstellend, original: Kellerfenstergewände, eine Balkontür, mit Brücke über die Crinitz (Ziegelbau verputzt). | 08959301 |
| Direkt Bild zu diesem Denkmal hochladen | Villa | Kirchberger Straße 26 (Karte)       | um 1928                    | Elegant mit einzigartiger in solcher Form kaum im Umkreis anzutreffender Art-déco-Ausstattung, Seltenheitswert, baukünstlerisch bedeutsam, Villa in etwas abgerückter Lage vom Fabrikationsgelände der Spinnerei Dressel, ortsgeschichtlich von Bedeutung. Kellergeschoss, zwei Obergeschosse, Putzbau, ruinös, Ziegeldach, direkt am Crinitzer Wasser gelegen, original: Fenster, Fensterläden, Art-déco-Malerei und -Stuck, Deckenbilder: Hagen von Tronege, Dittrich von Bern, Otto der Fromme, Wallenstein, Kunz von Kauffungen, Rudolf der Starke (kein F), Wolff der Malkundige, Carl der Kühne, Holzpaneel Reste, Wandfliesen in der Küche, Deckenstuck in zwei Räumen im Erdgeschoss und im Erker, Türen im Innern, im Keller Garage und Waschhaus (Garageneinbau in dieser Zeit auch sehr selten). | 08959302 |
| Direkt Bild zu diesem Denkmal hochladen | Fabrik mit Schornstein sowie Einfriedung                                                                             | Kirchberger Straße 27 (Karte)       | 1898/1900                  | Als Wollreißerei mit Bedeutung für die ortsgeschichtliche Entwicklung, ortsbildgestaltender und wissenschaftlich-dokumentarischer Wert. Dreigeschossig, Putzfassade, Fensterbögen aus Klinkermauerwerk, Sockel aus Natursteinmauerwerk, Altliste, original: Fenster im ersten und zweiten Obergeschoss, Haustür mit Oberlicht, Einfriedung: Kunststeinpfeiler am Zugang, Staketenzaun, 1896 gegründet als Wollschererei, 1898 niedergebrannt, Wiederaufbau, Herstellung von Wäschemangeln, Inhaber Häußler & Pietschmann, Herstellung von Bobinet-Maschinen und Spinnerei, 1919 Übernahme durch Petzold, 1959–1972 staatliche Beteiligung, ab 1972 VEB, ab 1982 zum Kombinat Reißfaserwerke Crimmitschau gehörig, Herstellung technischer Textilien seit 1995 durch Mechthilde Petzold. | 08959280 |
| Direkt Bild zu diesem Denkmal hochladen | Zwei Wirtschaftsgebäude eines ehemaligen Bauernhofes                                                                 | Kirchberger Straße 28 (Karte)       | Ende 18. Jahrhundert       | Straßenraumprägende Gebäude neben Spinnerei Dressel, mit wissenschaftlich-dokumentarischem Wert, Bestandteile der alten Ortsstruktur, baugeschichtlich von Bedeutung. Wirtschaftsgebäude: Bruchsteinsockel, Erdgeschoss Ziegelmauerwerk, Obergeschoss Sichtfachwerk mit Lehmstaken und Ziegelausfachung, Satteldächer, 19. Jahrhundert, Wohnstallhaus vor 1800 mit Fachwerk Wilder Mann, vorhandenes Umgebinde, stark umgebaut, kein Denkmal. | 08959299 |
| Weitere Bilder                          | Denkmal für die Gefallenen des Ersten Weltkrieges                                                                    | Kirchberger Straße 30 (vor) (Karte) | nach 1918 (Kriegerdenkmal) | Granitmonolith mit Inschriftplatte, Zeugnis der Ortsgeschichte. Granitmonolith und Metallplatte, Höhe rund 2 m. | 08959298 |
| Direkt Bild zu diesem Denkmal hochladen | Mietshaus mit Einfriedung und Vorgarten                                                                              | Kirchberger Straße 32 (Karte)       | um 1900                    | Ortstypischer Klinkerbau mit straßenraumgestaltender Funktion, Ecklage des Grundstückes zur Crinitzer Straße, baugeschichtlich von Bedeutung. Zweigeschossig, fünf Achsen, Bruchsteinsockel, Klinkerfassade, Stockgesims aus Sandstein, Satteldach, Nordgiebel vier Fenster zugemauert, ortstypischer Klinkerbau an der Hauptstraße, (vergleiche Mietvillen Nummer 11, 13 usw.), original: Staketenzaun, zwei Klinker-Torpfeiler. | 08959297 |
| Direkt Bild zu diesem Denkmal hochladen | Mietvilla und Einfriedung                                                                                            | Kirchberger Straße 35 (Karte)       | um 1905                    | Historisierender Klinkerbau in straßenraumgestaltender Lage, Ecklage zu einem schmalen Fußweg, Zeugnis der Verstädterung des Dorfes im Zuge der Industrieansiedlung, originale Details, baugeschichtlich von Bedeutung. Zweigeschossig, hoher Bruchsteinsockel (Aue), rote Klinkerfassade mit Putzgliederung, Schieferdach, saniert, profilierte Fensterrahmungen, original: Fenster, Haustür mit Gitter, Kellerfenstergitter, Eisengitter des Treppenaufgangs, innen nicht gesehen, es führt ein kleiner Weg vorbei am Grundstück, Einfriedung: Bruchsteinsockel, Sandsteinschwellen, Staketen, Torpfeiler aus Klinkerformsteinen mit Sandsteinabdeckung. | 08959281 |
|                                         | Wegestein | Kirchberger Straße 40 (bei) (Karte) | 19. Jahrhundert            | Wegestein aus Granit in Ecklage Crinitzer Straße, verkehrsgeschichtlich von Bedeutung; Granitsäule. | 08959293 |
| Direkt Bild zu diesem Denkmal hochladen | Transformatorenturm in rückwärtiger Grundstückslage                                                                  | Kirchberger Straße 44 (bei) (Karte) | um 1910/1915               | Verputzter Ziegelbau mit Pyramidendach, technisches Denkmal mit ortsgeschichtlicher Bedeutung. Ziegelbau verputzt, Pyramidendach mit Ziegeldeckung, Eisentür, Zeugnis der Elektrifizierung des Ortes. | 08959296 |
| Direkt Bild zu diesem Denkmal hochladen | Gasthof mit angebauten Nebengebäuden                                                                                 | Kirchberger Straße 52 (Karte)       | 19. Jahrhundert            | Gasthof mit Saal im Obergeschoss, von besonderem Interesse das Ensemble als Wirtschaftseinheit mit den angebauten Nebengebäuden, Dokument der Ortsgeschichte mit Erinnerungswert. Zweigeschossig, Putzfassade, neun Achsen, Satteldach, rechter Anbau um 1895 mit originaler Tür, Putzgliederung, im Obergeschoss Saal (hofseitig Fluchttreppe angebaut), Dach neu, Fenster alt, leerstehend, sehr interessant das erhaltene Ensemble mit Anbau von Wirtschaftsgebäuden (Stall und Scheune). | 08959295 |
| Direkt Bild zu diesem Denkmal hochladen | Mietshaus mit Pfeilern der Zufahrten                                                                                 | Kirchberger Straße 70 (Karte)       | um 1915                    | Fein strukturierte Putzfassade, Dokument der Verstädterung infolge der Industrieerweiterung im Ort, baugeschichtlich von Bedeutung. Zweigeschossig, Gewerberäume im Kellergeschoss (mit originalen Fenstern), Putzfassade, feinstrukturierte Putzfassade, mit etwas Dekor, Dachhaus mit reichem Dekor, ziegelgedecktes Walmdach, neue Fenster entstellend, Pfeiler der Zufahrten erhalten. | 08959282 |
| Direkt Bild zu diesem Denkmal hochladen | Fabrikgebäude mit Kontoranbau sowie technische Ausstattung                                                           | Kirchberger Straße 84 (Karte)       | bezeichnet 1905            | Der gefällige Industriebau in Backstein, mit einzigartiger Ausstattung technikgeschichtlich bedeutsamer, zumeist funktionstüchtiger Maschinen sowie Geräte, ausgesprochener Seltenheitswert, technisches Denkmal. Fabrikgebäude von 1905 mit Kontoranbau von 1910, - Fabrikgebäude: Zweigeschossig, Giebel mit drei Achsen, verputzter Ziegelbau, bezeichnet „19JK05“ auf Sandsteintafel (Julius Klöffler), Dach 2000 erneuert, * Firma seit 1874 in Kirchberg ansässig, bis 1990 in Betrieb (privat auch zu DDR-Zeiten), zunächst Wollwäscherei, später Wollreißerei, Teiche für Wäscherei (bis 1935/36) angelegt, Kontorhausanbau 1910, Schornstein in den 1990er Jahren abgebrochen, Wohnhaus (kein Denkmal) 1928, originale Haustür, Fußbodenfliesen-Muster, Wohnraumtüren, Treppenhaus, Treppenhausfenster mit Strukturglas, Fenster. | 08959284 |

## Leutersbach
| Bild                                    | Bezeichnung                                               | Lage                               | Datierung                    | Beschreibung | ID       |
| --------------------------------------- | --------------------------------------------------------- | ---------------------------------- | ---------------------------- | --- | -------- |
| Direkt Bild zu diesem Denkmal hochladen | Häuslerhaus                                               | Hauptstraße 8 (Karte)              | Mitte 19. Jahrhundert        | Teil der alten Ortsbebauung, Fachwerkhaus, baugeschichtlich und sozialgeschichtlich von Bedeutung. Erdgeschoss Sandstein, verputzt, Obergeschoss Fachwerk, Giebel verputzt, Giebeldreieck verbrettert, Fachwerkhäuslerei – ohne den Anbau, Anbau kein Teil des Denkmals. | 08956138 |
| Direkt Bild zu diesem Denkmal hochladen | Wohnstallhaus                                             | Hauptstraße 16 (Karte)             | Schlussstein bezeichnet 1814 | Teil der alten Ortsstruktur, in Ortsrandlage, Fachwerkbau mit Korbbogenportalen, baugeschichtlich von Bedeutung. Erdgeschoss massiv, Obergeschoss Fachwerk, verbrettert, Giebel verkleidet, originale Fenstergrößen, einige Steingewände, zwei Korbbogenportale mit Schlussstein.                                                                                             | 08956140 |
| Direkt Bild zu diesem Denkmal hochladen | Wohnhaus                                                  | Hauptstraße 23 (Karte)             | Schlussstein bezeichnet 1844 | Obergeschoss Fachwerk, mit Korbbogenportal, Teil des Straßenbildes, baugeschichtlich von Bedeutung. Erdgeschoss massiv, Steingewände, Korbbogenportal mit Schlussstein, Obergeschoss Fachwerk, verschiefert, zwei Dachhäuschen, saniert. | 08956139 |
| Direkt Bild zu diesem Denkmal hochladen | Wohnhaus                                                  | Hauptstraße 35 (Karte)             | um 1890/1900                 | Historisierendes Backsteinwohnhaus, baugeschichtlich von Bedeutung. Zweigeschossig mit Dachausbau, aufwendige Gliederung in gelbem Backstein. | 08956136 |
| Direkt Bild zu diesem Denkmal hochladen | Wohnhaus                                                  | Hauptstraße 43 (Karte)             | um 1900                      | Gründerzeitliches villenartiges Backsteinwohnhaus mit Schwebegiebel, baugeschichtlich interessant. Eingeschossig mit Dachausbau, Gliederung in gelbem Backstein und Gussstein, Zierhölzer am Giebel. | 08956135 |
|                                         | Denkmal für die Gefallenen des Ersten Weltkrieges         | Hauptstraße 43 (bei) (Karte)       | nach 1918 (Kriegerdenkmal)   | Ortsgeschichtlich von Bedeutung, sich verjüngender Granitmonolith, Lage in kleinem Ehrenhain. Sich verjüngender Granitmonolith auf Sockel und zwei Stufen, Tafel: „Die Toten mahnen. Nie wieder Krieg“. | 08956134 |
| Direkt Bild zu diesem Denkmal hochladen | Wohnhaus eines Zweiseithofes                              | Hauptstraße 49 (Karte)             | bezeichnet 1814              | Straßenbildprägendes Fachwerkwohnhaus, baugeschichtlich von Bedeutung. Erdgeschoss massiv (Quader), Steingewände, Obergeschoss Fachwerk, verschiefert, saniert. | 08956133 |
| Direkt Bild zu diesem Denkmal hochladen | Häuslerhaus                                               | Hauptstraße 55 (Karte)             | Mitte 19. Jahrhundert        | Fachwerkbau, Teil der alten Ortsbebauung, baugeschichtlich und sozialgeschichtlich von Bedeutung. Erdgeschoss massiv, Granittürgewände, originale Tür, Obergeschoss Fachwerk, rundum verkleidet. | 08956132 |
| Direkt Bild zu diesem Denkmal hochladen | Wohnstallhaus, Stallscheune und Scheune eines Bauernhofes | Hauptstraße 86 (Karte)             | 2. Hälfte 18. Jahrhundert    | Fachwerkbauten, einer der wenigen denkmalwürdigen Bauernhöfe im Ort, baugeschichtlich und wirtschaftsgeschichtlich von Bedeutung. - Wohnstallhaus: Erdgeschoss massiv, Obergeschoss Fachwerk, einige große Fenster, Giebel Schiefer, - Stallscheune: Sockel Sandsteinquader, Obergeschoss Fachwerk, Giebel Schiefer, - Scheune: Holzkonstruktion, verbrettert, Dach Schiefer. | 08956141 |
| Weitere Bilder                          | Transformatorenturm                                       | Hauptstraße 89 (gegenüber) (Karte) | 1. Drittel 20. Jahrhundert   | Zeugnis der Elektrifizierung Sachsens, im Heimatstil, technikgeschichtlich von Bedeutung. Quadratischer Grundriss, Granitsockel, sonst verputzt, mit Fenstern verschiedener Öffnungsformen, oberes Drittel verjüngt sich, Satteldach mit leichtem Überstand. | 08963965 |

## Saupersdorf
| Bild                                    | Bezeichnung                                                  | Lage                                    | Datierung                                         | Beschreibung | ID       |
| --------------------------------------- | ------------------------------------------------------------ | --------------------------------------- | ------------------------------------------------- | --- | -------- |
| Direkt Bild zu diesem Denkmal hochladen | Wohnhaus                                                     | Am Garten 2 (Karte)                     | um 1890                                           | Aufwendig gestaltetes, villenartiges, gründerzeitliches Backsteinwohnhaus mit Schwebegiebeln, baugeschichtlich von Bedeutung. Eingeschossig auf Sandsteinsockel, relativ viel Gliederung in gelbem Backstein, aufwendige Zierschnitzerei im Giebelbereich, Dach Schiefer. | 08956176 |
| Direkt Bild zu diesem Denkmal hochladen | Fabrikgebäude                                                | Auerbacher Straße 41 (Karte)            | 1920er Jahre                                      | Beachtliches Werksgebäude der Tuchfabrik, bau- und industriegeschichtliche Bedeutung, im Stil der Neuen Sachlichkeit, teilweise im Art-déco-Stil verziert. Schlicht, aber überzeugend gestalteter viergeschossiger Bau, in seiner Kontur dem Verlauf der Straße angepasst, Wandvorlagen fassen je drei Fenster zusammen, abgerundeter Abschluss neben Turm, dort originaler Schriftzug und Putzgliederung mit Dreiecksabschluss, leicht vorkragendes Kranzgesims mit Flachdach. | 08956153 |
| Direkt Bild zu diesem Denkmal hochladen | Wohnhaus                                                     | Auerbacher Straße 61 (Karte)            | Mitte 19. Jahrhundert                             | Verschiefertes Fachwerkwohnhaus, Teil des alten Ortsbildes, baugeschichtlich von Bedeutung. Erdgeschoss massiv, Winterfenster, Obergeschoss Fachwerk, verschiefert, alte Fenster, rückwärtig Anbau. | 08956178 |
| Direkt Bild zu diesem Denkmal hochladen | Villa mit Garten und Einfriedung                             | Auerbacher Straße 72 (Karte)            | Ende 19. Jahrhundert                              | Stattliche Villa (eines Fabrikanten?) der Gründerzeit, Ziegelfassade, bau- und ortshistorische Bedeutung. Zweigeschossiger Backsteinbau auf vielgliedrigem Grundriss, Mittelrisalit, Gussgewände, Eckquaderung, Fries unter der Traufe, Mansardwalmdach mit Gaupen, Torpfeiler mit Diamantierung. | 08956152 |
| Direkt Bild zu diesem Denkmal hochladen | Mietshaus                                                    | Auerbacher Straße 74 (Karte)            | um 1905                                           | Backstein mit floralen Fenstereinrahmungen, seltenes Ornament im Jugendstil, baugeschichtlich von Bedeutung. Zweigeschossig mit Dachausbau, flacher Mittelrisalit, auffällige Fensterrahmungen mit Jugendstilanklängen, Mansardwalmdach. | 08956154 |
| Direkt Bild zu diesem Denkmal hochladen | Wohnstallhaus                                                | Auerbacher Straße 80 (Karte)            | Schlussstein bezeichnet 1801                      | Fachwerk-Wohnstallhaus, Relikt der ländlichen Bauweise, heute im städtischen Kontext, baugeschichtlich von Bedeutung. Erdgeschoss Sandstein, Steingewände, Obergeschoss und Giebel Fachwerk, viele originale Fenster, einige zugesetzt, schönes Korbbogenportal mit Schlussstein, Biberschwanzdeckung. | 08956155 |
| Direkt Bild zu diesem Denkmal hochladen | Wohnstallhaus, Seitengebäude und Scheune eines Dreiseithofes | Auerbacher Straße 108 (Karte)           | bezeichnet 1788 (Wohnstallhaus)                   | Beispiel für die ländliche Bauweise, Wohnhaus Fachwerkbau mit Korbbogenportalen,Seltenheitswert die Oberlaube des Seitengebäudes, baugeschichtlich und wirtschaftsgeschichtlich von Bedeutung. - Wohnstallhaus: Erdgeschoss massiv, zwei Korbbogenportale mit Schlussstein, Obergeschoss Fachwerk, Dachflächenfenster, - Nebengebäude (Stallscheune): Erdgeschoss massiv, Garage, Obergeschoss Fachwerk, drei halbjochige Oberlaube, Kopfband, - Scheune: Erdgeschoss Backstein, sonst Holzkonstruktion. | 08956159 |
| Direkt Bild zu diesem Denkmal hochladen | Wohnhaus in offener Bebauung                                 | Auerbacher Straße 114 (Karte)           | 1886 laut Auskunft                                | Villenartiges Backsteinwohnhaus der Gründerzeit, mit Sparrengiebel, baugeschichtlich von Bedeutung. Eingeschossig mit Dachausbau auf Sandsteinpolygonsockel, sonst roter Backstein mit gelber Ziergliederung, flacher Mittelrisalit, Blattfries, im Giebel Zierschnitzerei. | 08956160 |
| Direkt Bild zu diesem Denkmal hochladen | Villa                                                        | Auerbacher Straße 116 (Karte)           | letztes Drittel 19. Jahrhundert                   | Recht aufwendig gestaltete Villa der Gründerzeit, Backsteinbau mit Sparrengiebeln, Anklänge an den Schweizerhaus-Stil, baugeschichtlicher Wert. Auf vielgliedrigem Grundriss, Sandsteinsockel, preußisches Fachwerk mit Zier, Bleiglasfenster, der Drempel verbrettert, Zierschnitzereien im Giebel, Eingangsvorbau mit originaler Tür, am Türsturz männlicher Kopf. | 08956161 |
| Direkt Bild zu diesem Denkmal hochladen | Wohnhaus                                                     | Auerbacher Straße 128 (Karte)           | Portal bezeichnet 1783, 2. Hälfte 19. Jahrhundert | Massiv, schlicht historisierend, straßenbildprägend, älteres barockes Portal, baugeschichtlich von Bedeutung. Zweigeschossig mit Dachausbau, aufwendiges Segmentbogenportal (Granit), Putzgliederung, im ersten Obergeschoss Mitte recht aufwendige Fensterbedachung. | 08956163 |
| Direkt Bild zu diesem Denkmal hochladen | Wohnhaus                                                     | Auerbacher Straße 136 (Karte)           | um 1890                                           | Gründerzeitliches Backsteinwohnhaus, Teil des Straßenbildes, baugeschichtlich von Bedeutung. Eingeschossig mit Dachausbau, Gliederung in gelbem Klinker am Fenstersturz, Kranzgesims, Dacherker. | 08956172 |
|                                         | Fabrikbau einer Textilfabrik                                 | Auerbacher Straße 166 (Karte)           | 2. Hälfte 19. Jahrhundert                         | Gründerzeitgebäude, ortsgeschichtliche und technikgeschichtliche Bedeutung. Fabrikgebäude ohne Anbauten, ehemals Textilfabrik, um 1900 erbaut, bis 1991 in Betrieb, seitdem Nutzung als Lagergebäude und für verschiedene Firmen, zurzeit teilweise leerstehend. Dreigeschossiger Putzbau mit Klinkergliederungen unter anderem Ecklisenen und Fensterbögen. Gurtgesims mit Fries (Deutsches Band). Haustür von um 1915/20 original erhalten. Große Industriefenster, bauzeitlich erhalten. Im Inneren originale Raumstruktur noch anzutreffen. Treppe dreiläufig aus Beton mit schlichtem Eisengeländer. Auf jeder Etage kleiner Büroraum sowie großer ungeteilter Fabrikationssaal mit Stützen und Unterzügen, vermutlich aus Holz. Das Haus beeindruckt durch seinen guten Originalzustand. Hierdurch ergeben sich Rückschlüsse auf den Produktionsablauf und die Funktionalität von kleineren Textilfabriken um 1900. Der Denkmalwert des Gebäudes ergibt sich aus dessen baugeschichtlicher sowie technikgeschichtlicher, aber auch ortsgeschichtlicher Bedeutung. Dreigeschossiger Fabrikbau, Putzbau mit großen Flachbogenfenstern, Gliederung in Backstein, Gesimse, Eckbetonung, flaches Satteldach, originale Tür mit Oberlicht, heute genutzt durch F&F Großhandel oder F&F Vertriebs GmbH, Schaustellungsunternehmen. | 08956180 |
| Direkt Bild zu diesem Denkmal hochladen | Wohnhaus                                                     | Bergweg 1 (Karte)                       | letztes Drittel 19. Jahrhundert                   | Ortstypisches Backsteinhaus der Gründerzeit, baugeschichtlich von Bedeutung. Eingeschossig auf hohem Sandstein-Polygonsockel, sonst verputzt mit Backsteingliederung, Dacherker mit Zierhölzern. | 08956166 |
| Direkt Bild zu diesem Denkmal hochladen | Villa                                                        | Bergweg 2 (Karte)                       | Ende 19. Jahrhundert                              | Villenartiges Backsteinwohnhaus, straßenbildprägend, baugeschichtlich von Bedeutung. Eingeschossig mit Dachausbau, Mittelrisalit mit Giebel, recht aufwendige Fensterrahmungen, Dachüberstand, Krüppelwalmdach. | 08956165 |
| Direkt Bild zu diesem Denkmal hochladen | Villa mit Einfriedung und Garten                             | Burkersdorfer Straße 1 (Karte)          | bezeichnet 1883                                   | Gründerzeitlich-klassizistische Villa, baugeschichtlicher und künstlerischer Wert. Eingeschossiger Putzbau auf Sandsteinsockel, aufwendige Fensterrahmungen mit Dreiecksgiebeln, darin Reliefs, seitlich Pilaster, Mansardenwalmdach mit großem Dacherker, dort die Initialen „E.H.“, im Innern noch Stuckdecken, originale Türen, Fußböden, Windfang, kleiner Pavillon im Schweizerstil aus Backstein mit aufwendig gestalteten Holzeingängen: mehrfache Hochwasserschäden, zeitweise eingelagert. | 08956157 |
| Weitere Bilder                          | Transformatorenhäuschen                                      | Burkersdorfer Straße 12 (neben) (Karte) | 2. Hälfte 19. Jahrhundert                         | Zeugnis der Elektrifizierung Sachsens, technikgeschichtlich von Bedeutung. Backstein mit Ecklisenen, der obere Teil verschiefert mit ovalen Fenstern. Bauweise: Wände Ziegelmauerwerk im oberen Teil mit Naturschiefer verkleidet, Satteldach mit Formsteinen, Fußboden Zementestrich, Holztür, Holzfenster mit Einfachverglasung. | 08956158 |
| Direkt Bild zu diesem Denkmal hochladen | Denkmal für die Gefallenen des Ersten Weltkrieges            | Gemeindesteig 4 (neben) (Karte)         | nach 1918 (Kriegerdenkmal)                        | Ortsgeschichtlich von Bedeutung. Denkmalanlage mit mehreren Granitblöcken. | 08956170 |
| Weitere Bilder                          | Transformatorenhäuschen                                      | Jacobstraße 1 (neben) (Karte)           | 1. Drittel 20. Jahrhundert                        | Frühes Zeugnis der Elektrifizierung Sachsens, Relikt des alten Ortsbildes, technikgeschichtlich von Bedeutung. Kleiner Putzbau mit Tür, steiles Satteldach, Bauweise: Wände Ziegelmauerwerk, Fußboden Zementestrich, Stahltür, keine Fenster. | 08964021 |
| Direkt Bild zu diesem Denkmal hochladen | Wohnhaus eines Bauernhofes                                   | Kindergartenweg 2 (Karte)               | 2. Hälfte 18. Jahrhundert                         | Fachwerkwohnhaus, Teil der alten Ortsbebauung, baugeschichtlich von Bedeutung. Breitgelagerter, alter Baukörper, Erdgeschoss massiv, verändert, Obergeschoss Fachwerk, verputzt, Giebel verschiefert. | 08956177 |
| Direkt Bild zu diesem Denkmal hochladen | Villa mit Park, Teehaus und Teich mit Plastik                | Parkstraße 3 (Karte)                    | um 1910                                           | Stattliche Villa des Fabrikanten Wolf, weitgehend authentisches Erscheinungsbild, im Reformstil der Zeit um 1910, ortsgeschichtlich, baugeschichtlich und gartenkünstlerisch von Bedeutung. Zweigeschossiger Putzbau auf U-förmigem Grundriss, aufwendige Putzgliederung am ganzen Bau, mit Brunnen und überdachter Auffahrt, Balkon, halbrunde Auslucht mit originalem Geländer, Bleiglasfenster, im Park Teehaus: wie chinesische Pagode, Glasfenster, doppeltes Dach, 2005 Villa teilsaniert, Teehaus gefährdet. | 08956169 |
| Direkt Bild zu diesem Denkmal hochladen | Doppelmietshaus                                              | Parkstraße 5; 7 (Karte)                 | letztes Drittel 19. Jahrhundert                   | Gründerzeitgebäude, ortsgeschichtliche Bedeutung, sozialgeschichtlich interessant durch unmittelbare Lage nahe der Fabrikantenvilla Wolf. Zweigeschossige Backsteinbauten mit gelben Ableitungsbögen über den Fenstern, Kranzgesims. | 08956167 |
| Direkt Bild zu diesem Denkmal hochladen | Doppelwohnhaus                                               | Parkstraße 9; 11 (Karte)                | letztes Drittel 19. Jahrhundert                   | Gründerzeitgebäude, ortsgeschichtliche Bedeutung, sozialgeschichtlich interessant durch unmittelbare Lage nahe der Fabrikantenvilla Wolf. Eingeschossiger Backsteinbau mit gelber Gliederung, Dacherker, Kranzgesims. | 08956168 |
| Direkt Bild zu diesem Denkmal hochladen | Villa                                                        | Ringgasse 7 (Karte)                     | letztes Drittel 19. Jahrhundert                   | Stattliche Backsteinvilla der Gründerzeit, baugeschichtlich von Bedeutung. In orangem Klinker mit Formsteinen an den Fensterlaibungen, flacher Mittelrisalit mit geschweiftem Giebel, Kugelbekrönung, Bleiglasfenster, verglaste Veranda, Mansardwalmdach mit historischen Blitzableitern, Ochsenaugen. | 08956162 |
| Direkt Bild zu diesem Denkmal hochladen | Villa mit Einfriedung                                        | Schneeberger Allee 3 (Karte)            | um 1910                                           | Sehr stattliche Villa, ortsbildprägender vielgliedriger Massivbau mit reicher Dachlandschaft, im Reformstil der Zeit um 1910, Balkon mit interessanter halbrunder Verglasung (Bogen), baugeschichtlich von Bedeutung. Vielgliedriger Massivbau mit reicher Dachlandschaft, profiliertem Gesims, profiliertem Fenstergewände, Balkon mit halbrunder Verglasung, geschweifter Giebel mit Zopfornament, Mansardwalmdach, 2005 Villa unsaniert, Bogen gefährdet. | 08956173 |
| Direkt Bild zu diesem Denkmal hochladen | Mietshaus                                                    | Schneeberger Allee 4 (Karte)            | um 1900                                           | Historisierend mit mehrfarbiger Ziegelfassade, baugeschichtlich von Bedeutung. Zweigeschossig mit drei Dachhäuschen, Sandsteinsockel, Gliederung mit grünglasierten Ziegeln, über den Fenstern florale Reliefs, Formsteine. | 08956174 |
| Direkt Bild zu diesem Denkmal hochladen | Wohnhaus eines Dreiseithofes                                 | Schneeberger Allee 7 (Karte)            | 2. Hälfte 19. Jahrhundert                         | Fachwerkwohnhaus, Teil der ländlichen Ortsstruktur, baugeschichtlich von Bedeutung. Erdgeschoss massiv, Obergeschoss Fachwerk, rundum verschiefert, Dach Schiefer. | 08956175 |
|                                         | Schule                                                       | Schulberg 2 (Karte)                     | bezeichnet 1898                                   | Stattlicher historistischer Schulbau, bildprägend durch erhöhte Lage, ortshistorische Bedeutung. Zweigeschossig mit gegiebeltem Mittelrisalit, dort Portal aus Gussstein – mit dem Fenster optisch zusammengefasst, sonst Backstein, hohe Flachbogenfenster, heute (2010): Gaststätte und Pension „Zur Alten Schule“, früher Gaststätte – „Pension Bürgerhaus“. | 08956164 |

## Stangengrün
| Bild                                    | Bezeichnung | Lage                                      | Datierung                      | Beschreibung | ID       |
| --------------------------------------- | --- | ----------------------------------------- | ------------------------------ | --- | -------- |
| Direkt Bild zu diesem Denkmal hochladen | Wohnhaus | Am Eisenberg 7 (Karte)                    | nach 1800                      | Landschaftstypisches Fachwerkwohnhaus mit ortsbildprägender Bedeutung in gutem Originalzustand, sozialgeschichtlich von Bedeutung. Fachwerk-Obergeschoss verschiefert, Krüppelwalmdach, Erdgeschoss massiv mit originalen Fenstergewänden, Fassadengliederung original erhalten, eventuell ehemaliges Knappenhaus, Denkmalwert: wissenschaftliche Bedeutung als original erhaltenes Fachwerkwohnhaus, als Knappenhaus regionalhistorische Bedeutung. | 09245784 |
| Direkt Bild zu diesem Denkmal hochladen | Dreiseithof mit Wohnstallhaus, Scheune und Seitengebäude (Schuppen) sowie Hofeinfriedung | Am Eisenberg 22 (Karte)                   | 1. Hälfte 19. Jahrhundert      | Landschaftstypischer Bauernhof in gutem Originalzustand mit ortsbildprägender Bedeutung, Fachwerkbauten, Wohnhaus mit originalen Türportalen, baugeschichtlich und wirtschaftsgeschichtlich von Bedeutung. - Wohnhaus: Fachwerk-Obergeschoss verschiefert und verbrettert, Satteldach, Erdgeschoss massiv, Bruchstein, Fensteraufteilung und Größe original erhalten, kleine giebelseitige Stallerweiterung, - Scheune: Fachwerk, verbrettert und verschiefert, Drempel, Satteldach, - Schuppen: Fachwerk-Obergeschoss verbrettert, Erdgeschoss massiv, Ziegelmauerwerk, Satteldach, am Wohnhaus originale Haustür und Türportale erhalten, - Hofeinfriedung: Mauer mit Holztor. | 09245769 |
| Direkt Bild zu diesem Denkmal hochladen | Wohnstallhaus, Seitengebäude und Scheune eines Dreiseithofes | Am Winkel 1 (Karte)                       | 1732 laut Auskunft             | Landschaftstypischer Bauernhof in gutem Originalzustand mit ortsbildprägender Wirkung, wissenschaftlich-dokumentarischer Wert als komplett erhaltener Dreiseithof in Fachwerkbauweise, Wohnhaus ursprünglich Umgebindehaus, baugeschichtlich und wirtschaftsgeschichtlich von Bedeutung. - Wohnhaus: Fachwerk-Obergeschoss verbrettert, Erdgeschoss massiv, Stalltür und Portal erhalten, Satteldach, teilweise zu große Fenster in beiden Etagen, - Scheune: Fachwerk mit seitlichem Anbau, verbrettert, Drempel, Satteldach, teilweise verschiefert, - Seitengebäude: Teilweise massiv ersetzt, Fachwerk verbrettert, Satteldach, - Denkmalwert: wissenschaftlich-dokumentarischer Wert als komplett erhaltener Dreiseithof, Wohnhaus 1732 erbaut laut mündlicher Überlieferung, dieses Gebäude ursprünglich Umgebindehaus mit gezapften Kopfbändern an Ständern, um 1975 entfernt, im Hof Reste der Pflasterung. | 09245777 |
| Direkt Bild zu diesem Denkmal hochladen | Pechpfanne | Herrenteich (Karte)                       | 19. Jahrhundert                | Sogenannter Griebenherd zur Gewinnung von Pech, heimatgeschichtliche und ortskundliche Bedeutung. | 09246134 |
| Direkt Bild zu diesem Denkmal hochladen | Türportal eines Wohnhauses (ehemalige Mühle) | Hirschfelder Straße 4 (Karte)             | bezeichnet 1820                | Zeittypisches Granitportal in gutem Erhaltungszustand, handwerklich-künstlerisch von Bedeutung. Am Schlussstein bezeichnet „G 1820“, Granit, Portal mit Stichbogen, Haus war ehemals Mühle und gehörte Kurt Bauer. | 09246154 |
| Direkt Bild zu diesem Denkmal hochladen | Zwei Brücken als Hofanlagen-Zufahrt | Hirschfelder Straße 5; 6 (bei) (Karte)    | 19. Jahrhundert                | Landschaftstypische Hofzufahrten, Steinbogenbrücken, wissenschaftlicher Wert als wichtiger Bestandteil eines typischen Waldhufendorfes mit Dorfbach. Denkmalwert: Landschaftsgestaltende Bedeutung, wissenschaftlicher Wert als wichtiger Bestandteil eines typischen Waldhufendorfes mit Dorfbach. | 09246151 |
| Direkt Bild zu diesem Denkmal hochladen | Wohnhaus und Seitengebäude eines Dreiseithofes, Hofmauer und Toreinfahrt sowie Reste der Hofpflasterung                                                                                          | Hirschfelder Straße 15; 15a               | um 1800, später überformt      | Landschafts- und zeittypisches Wirtschaftsgebäude mit neunjochiger Oberlaube (heute verglast) in gutem Originalzustand, Seltenheitswert, schönes Stichbogenportal mit Schlussstein, Wohnhaus mit verschiefertem Fachwerk-Obergeschoss, baugeschichtlich und wirtschaftsgeschichtlich von Bedeutung. Im Winkel gebaut, Satteldach, Fachwerk-Obergeschoss, Erdgeschoss massiv, schönes Stichbogenportal mit Schlussstein bezeichnet „C.A.G. 1840“, Obergeschoss mit vorkragender Oberlaube, Brüstungen des Laubenganges mit Lehmfachwerk, heute Laubengang geschlossen durch Einsetzen von Fenstern, vermutlich ehemalige Wohnhausfenster, Spannriegel und Streben der Oberlaube kielbogenartig verziert, ursprünglich neunjochige Oberlaube, Obergeschoss vermutlich zweite Hälfte 18. Jahrhundert, Erdgeschoss vermutlich nachträglich unterfahren, Denkmalwert: architektonische Qualität, wissenschaftlicher Wert bedingt durch Seltenheit der Oberlauben. | 09246143 |
| Direkt Bild zu diesem Denkmal hochladen | Transformatorenhäuschen | Hirschfelder Straße 20 (bei) (Karte)      | 1. Drittel 20. Jahrhundert     | Original erhaltener Stromversorgungsbau, wichtig als Kleinbau im Dorfbild, technikgeschichtlich von Bedeutung. Wichtig als Kleinbau im Dorfbild. | 09246142 |
| Direkt Bild zu diesem Denkmal hochladen | Seitengebäude, Scheune und zweites Seitengebäude (beide im Winkel zusammengebaut) eines Vierseithofes                                                                                            | Hirschfelder Straße 22 (Karte)            | um 1800                        | Landschaftstypische Wirtschaftsgebäude eines Bauernhofes in Fachwerkbauweise, das jüngste Gebäude (feldseitiges Seitengebäude) mit schöner Fachwerkkonstruktion und gute künstlerische Qualität besonders des Dacherkers, baugeschichtlich und wirtschaftsgeschichtlich von Bedeutung. Winklig zueinander gebaut, - Stallgebäude: Fachwerk, ausgefacht mit Ziegeln, Dacherker, Jugendstilornamentik am Fachwerk, - Scheune: Giebelständig zur Straße, Fachwerk verbrettert, Satteldach, - Seitengebäude: Fachwerk-Obergeschoss verschiefert und verbrettert, Hofseite Ziegelmauerwerk, Satteldach, wichtig für Ortsbild, - Seitengebäude (feldseitig): Großes Gebäude, gute künstlerische Qualität besonders des Dacherkers, erbaut 1908. | 09246141 |
| Direkt Bild zu diesem Denkmal hochladen | Ehemaliges Wohnstallhaus, Seitengebäude (Schuppen mit Remise), Stallscheune und Scheune (beide im Winkel zusammengebaut) eines Vierseithofes                                                     | Hirschfelder Straße 23 (Karte)            | um 1800                        | Geschlossen erhaltener Bauernhof in landschaftstypischer Fachwerkbauweise, baugeschichtlich und wirtschaftsgeschichtlich von Bedeutung. - Wohnhaus: Fachwerk-Obergeschoss teilw. zu große Fenster, traufseitiger kleiner Anbau, Heuaufzug, Satteldach mit Aufschieblingen, Erdgeschoss massiv, leicht verändert, - Schuppen: Eingeschossig, Fachwerk auf hohem Steinsockel, Satteldach, Remise, - Stallscheune und Scheune: Beide im Winkel zusammengebaut, Fachwerk-Obergeschoss verbrettert, Erdgeschoss massiv, vorkragende Satteldächer. | 09246140 |
| Direkt Bild zu diesem Denkmal hochladen | Mühlenkomplex mit Wohn- und Mahlmühlengebäude einer ehemaligen Schneidemühle, teilweise mit technischer Ausstattung, weiterhin Scheune, Granitbrücke zum Mühlengelände und Reste des Mühlgrabens | Hirschfelder Straße 29 (Karte)            | um 1800 (Mühlenanlage)         | Fachwerkbauten, landschafts- und zeittypische Mühlenanlage mit ortsgeschichtlichem und ortsbildprägendem Wert. Technische Ausstattung erhalten, außer Reinigungsanlagen, Fachwerk-Obergeschoss, Dachbereich mit Fachwerk aufgestockt, Dacherker Satteldach, Haus Satteldach, Erdgeschoss massiv, verändert, Schaufenstereinbau, durch Gang mit Schneidemühlengebäude verbunden, seit 1915 nicht mehr genutzt, ohne technische Ausstattung, dieses Fachwerk-Obergeschoss verbrettert, Erdgeschoss massiv, Krüppelwalmdach, Denkmalwert: Ortsgeschichtliche Gründe, ortsbildprägende Bedeutung, wissenschaftlicher Wert, - Mahlmühlengebäude: Traufseitig erweitert, dadurch Dachneigung verändert, Zufahrt Granitbrücke mit Schlussstein, bezeichnet „PM 1908“, am Wohnhaus 1943 Fahrstuhlanbau, - Scheune: Fachwerk verbrettert mit Drempel, Satteldach, Mühle hatte ursprünglich zwei Wasserräder, beide nicht mehr vorhanden, zur technischen Ausstattung gehört Elevator, Sackaufzug, Transmissionen, Zahnräder. | 09246138 |
| Direkt Bild zu diesem Denkmal hochladen | Ehemaliges Wohnstallhaus eines Dreiseithofes | Hirschfelder Straße 36 (Karte)            | bezeichnet 1837                | Landschaftstypisches Fachwerkwohnhaus mit Stichbogenportal, in sehr gutem Originalzustand mit hohem ortsbildprägendem Wert, baugeschichtlich von Bedeutung. Seitengebäude zerfallen, Denkmalwert nur noch Wohnstallhaus, lange leerstehend, Fachwerk-Obergeschoss verschiefert mit schöner Ornamentik, Stichbogenportal mit Schlussstein, bezeichnet „1837“, Fenstergewände mit vortretender Sohlbank, Erdgeschoss massiv, Krüppelwalmdach. | 09246137 |
| Direkt Bild zu diesem Denkmal hochladen | Wohnstallhaus sowie Scheune und Seitengebäude (winkelförmig zusammengebaut) eines Bauernhofes | Hirschfelder Straße 37 (Karte)            | bezeichnet 1768                | Geschlossen erhaltener Bauernhof in gutem Originalzustand, Fachwerkbauten, Wohnhaus mit schönem Türportal, wissenschaftliche Wert durch hohes Alter und guten Bestand, wichtig als Teil des Bauensembles am großen Teich, schönster Teil des Dorfes, baugeschichtlich und wirtschaftsgeschichtlich von Bedeutung. - Wohnhaus: Am Türstock bezeichnet „1768“, 1838 am Haupteingang „I C FF“ am Schlussstein und „Soli Deo gloria“, Fachwerk-Obergeschoss komplett erhalten, verputzt mit Graupelputz, Krüppelwalmdach, Giebeldreieck verschiefert, außen Gebäude holzverkleidet, - Seitengebäude: Erdgeschoss Bruchstein, eventuell unterfahren, ursprünglich mit Remise, Obergeschoss ursprünglich zweijochiger Laubengang, heute verschlagen, Trennwand fehlt, K-Streben, Gebäude verbrettert, aufgeblattetes Kopfband, Bauzeit vermutlich erste Hälfte 18. Jahrhundert, Satteldach, Falzziegeldeckung, - Scheune: Fachwerk verbrettert, Satteldach, - Denkmalwert: Architektonische Qualität, ortsbildprägende Bedeutung, wissenschaftlicher Wert durch hohes Alter und guten Bestand.                                           | 09246136 |
| Direkt Bild zu diesem Denkmal hochladen | Ehemaliges Wohnstallhaus eines Zweiseithofes | Hirschfelder Straße 42 (Karte)            | um 1700                        | Zeittypisches Fachwerkwohnhaus, wissenschaftlicher Wert bedingt durch hohes Alter (Fachwerk zum Teil mit Kopfstreben), ursprünglich Umgebindehaus, mit baugeschichtlicher und ortsbildprägender Bedeutung. Fachwerk-Obergeschoss an einem Giebel und Hoftraufseite erhalten, mit Faserplatten verkleidet, Fachwerk aufgemalt, aber originale Fachwerk darunter nach mündlicher Auskunft des Eigentümers erhalten, Giebel verbrettert, Satteldach, Erdgeschoss massiv, unter anderem Traufseite massiv, Blattsassen ehemaliges Umgebindehauses noch vorhanden, Schwelle profiliert, hervortretend, Denkmalwert: Wissenschaftlicher Wert bedingt durch hohes Alter und dass es ehemals Umgebindehaus war, ortsbildprägende Bedeutung. | 09246135 |
| Direkt Bild zu diesem Denkmal hochladen | Häuslerhaus | Hirschfelder Straße 56 (Karte)            | um 1800                        | Landschaftstypisches Häuslerhaus mit Fachwerk-Obergeschoss, in sehr gutem Originalzustand mit großer Bedeutung für das Ortsbild durch Blickbeziehung zur Kirche und durch Lage an Durchfahrtsstraße, sozialgeschichtlich von Bedeutung. Fachwerk-Obergeschoss, größtenteils verbrettert, Erdgeschoss massiv, Satteldach, Fachwerk mit Eckstreben, Fenster in originaler Größe, wichtig auch durch Blickbeziehung zur Kirche und durch Lage an Durchfahrtsstraße, Denkmalwert: Wissenschaftliche, künstlerische und landschaftsgestaltende Bedeutung. | 09245780 |
| Direkt Bild zu diesem Denkmal hochladen | Türportal eines Wohnhauses | Hirschfelder Straße 57 (Karte)            | bezeichnet 1846                | Qualitätvoll gestaltetes Türportal, mit waagerechtem Gebälk und Steinkugeln, handwerklich-künstlerisch von Bedeutung. Bezeichnet: „C L B 1846“, seltene Gestaltung mit waagrechtem Gebälk, Steinkugeln, Denkmalwert: Künstlerische Qualität. | 09245781 |
| Weitere Bilder                          | Kirche mit Ausstattung, umgeben von Resten der alten Kirchhofsmauer | Irfersgrüner Straße (Karte)               |                                | Baugeschichtlich, künstlerisch und ortsgeschichtlich von Bedeutung, romanische Chorturmkirche in dominanter Lage, als Wehrkirche erbaut. - Kirche: Restaurierung 1896, erneute Restaurierung des Innenraumes der Kirche in den 1960er Jahren, einfache, außen unverputzte Chorturmkirche, rechteckiges Schiff flachgedeckt, eingezogener Chor abgemauert, - Ausstattung: Orgelprospekt Mitte 18. Jahrhundert, Schreinaltar von Peter Breuer, datiert 1509, Predella mit Beweinung und Gruppe Anna Selbdritt (1996 restauriert), Standflügel des Altars separat auf der Nordseite des Ostwand angebracht (Restaurierung 2003), Standflügel Ende der 1960er Jahre aus dem Freiberger Museum zurückgekommen, seitdem Breuer-Altar wieder komplett in der Kirche, Gedächtnisbild der Pastorenfamilie Zeuner 1648, Pfarrerbildnis 17. Jahrhundert, - Friedhofsmauer des alten Friedhofes 1994 teilweise neu aufgesetzt oder repariert. | 09245773 |
|                                         | Gedenkstein für die Gefallenen des Ersten Weltkrieges | Irfersgrüner Straße 2 (gegenüber) (Karte) | nach 1918 (Kriegerdenkmal)     | Schlichter Gedenkstein mit Schrifttafel, von ortshistorischer Bedeutung. | 09245774 |
| Direkt Bild zu diesem Denkmal hochladen | Seitengebäude eines Bauernhofes | Irfersgrüner Straße 6 (Karte)             | 2. Hälfte 18. Jahrhundert      | Landschaftstypisches Wirtschaftsgebäude eines Bauerngutes in gutem Originalzustand, strebenreiches Fachwerk, baugeschichtlich von Bedeutung. Remise, Fachwerk-Obergeschoss, strebenreiches Fachwerk, kräftige Schwelle, Satteldach, Erdgeschoss massiv, Tür im Obergeschoss, vermutlich unterfahren, teilweise verbrettert. | 09245779 |
| Direkt Bild zu diesem Denkmal hochladen | Blockstall als Seitengebäudes eines Bauernhofes | Irfersgrüner Straße 9 (Karte)             | 1729 Dendro                    | Wirtschaftsgebäude in Blockbauweise und Fachwerkbauweise, komplett erhaltener, nur noch in wenigen Beispielen nachweisbarer Blockstall, baugeschichtlich von Bedeutung. Ursprünglich hatte dieses Gebäude eine heute nicht mehr vorhandene Oberlaube, neben dem gut erhaltenen Blockstall befand sich ursprünglich vermutlich Remise, die nur noch teilweise erhalten ist, das Obergeschoss ist in Fachwerkbauweise errichtet worden, Dach ursprünglich Satteldach, heute Pultdach, kein Hinweis auf ursprüngliche Funktion des Gebäudes z. B. ob Rest eines ehemaligen Speichers, Balken an Ecken mit Hakenkamm, eine Tür in Originalgröße, Sturz über Tür mit Kielbogen verziert, Fensteröffnungen vermutlich ebenfalls original. | 09245775 |
| Direkt Bild zu diesem Denkmal hochladen | Vierseithof mit Wohnstallhaus, zwei Scheunen, Seitengebäude (Schuppen) und Brunnenhaus an einer Scheune                                                                                          | Mühlenweg 2 (Karte)                       | bezeichnet 1819                | Landschaftstypischer Vierseithof in sehr gutem Originalzustand mit großer Bedeutung für das Ortsbild, Hof am Ortsrand im Zusammenhang mit Kirche wichtig, überwiegend Fachwerkbauten, baugeschichtlich von Bedeutung. Hof von Ortsrand im Zusammenhang mit Kirche wichtig, - Wohnhaus: 1819 bezeichnet am Türstock, Erdgeschoss massiv, Fachwerk-Obergeschoss verbrettert, Satteldach, Fenstergrößen des Gebäudes original, - Erste Scheune: Fachwerk verbrettert, Drempel, Satteldach, Sockel Bruchstein, - Zweite Scheune: Um 1900, großes Gebäude, Fachwerk-Obergeschoss verbrettert, Ziegelmauerwerk Erdgeschoss, Satteldach, kleines Brunnenhaus Bruchstein mit Holztor, - Schuppen: Bruchstein teilweise, teilweise im Erdgeschoss Remise, eingeschossig, auf Bruchstein Balkenlage als Auflage für Satteldach, ursprüngliche Gestaltung des Hauses nicht ohne Untersuchung ablesbar, Gebäude aber wichtig zur Komplettierung des Bauensembles, - Denkmalwert: Wissenschaftliche Bedeutung des Hofes, Bedeutung für Ortsbild, 2005 Ostseite Scheune unsaniert, bis 2008 irrtümlich unter Am Mühlenweg 2 in der Denkmalliste. | 09245778 |
| Direkt Bild zu diesem Denkmal hochladen | Wohnstallhaus, Scheune und Seitengebäude eines Dreiseithofes | Mühlenweg 4                               |                                | | 09304350 |
| Direkt Bild zu diesem Denkmal hochladen | Häusleranwesen, bestehend aus Wohnstallhaus und Scheune | Obercrinitzer Straße 2 (Karte)            | Anfang 18. Jahrhundert         | Landschaftstypisches Häusleranwesen mit ortsbildprägender Bedeutung, Fachwerkbauten, sozialgeschichtlich von Bedeutung. - Wohnhaus: Mit hakenförmigem Anbau, zwei Bauphasen, Fachwerk-Obergeschoss mit landschaftstypischer Verbretterung, Giebel verkleidet, Satteldach, Erdgeschoss massiv, hölzerner Türstock, Stalltür erhalten, - Scheune: Fachwerk verbrettert, Satteldach, Drempel, um 1900, 2005 Scheune unsaniert. | 09245783 |
| Direkt Bild zu diesem Denkmal hochladen | Häusleranwesen, bestehend aus Häuslerhaus, zeitweise Fleischerei, sowie Seitengebäude und Scheune                                                                                                | Obercrinitzer Straße 4 (Karte)            | um 1800                        | Landschaftstypisches Häusleranwesen in Fachwerkbauweise, in gutem Originalzustand mit ortsbildprägender Bedeutung durch Blickbeziehung zu Kirche, Wohnhaus mit Stichbogenportal, baugeschichtlich von Bedeutung. - Wohnhaus: Ehemals Fleischerei, Stichbogenportal mit Schlussstein, ursprüngliche Hausnummer 116, original erhaltene zweiflüglige Haustür mit Oberlicht, Fachwerk-Obergeschoss verbrettert, Erdgeschoss massiv, Satteldach, ursprünglich im Haus nie Stall gewesen, - Scheune: Teilweise massiv, mit Stall, großes Holztor, Wagenremise, Fachwerk verbrettert, Satteldach, - Zweites Seitengebäude: Erdgeschoss massiv unterfahren mit Ziegelmauerwerk, Fachwerk-Obergeschoss teilweise mit Lehmausfachung, Tür im Obergeschoss, Satteldach, Haus teilweise verschiefert, mit Schuppenanbau, - Denkmalwert: Wissenschaftliche Bedeutung, landschaftsgestaltende Bedeutung durch Blickbeziehung zu Kirche. | 09245782 |
| Direkt Bild zu diesem Denkmal hochladen | Wohnstallhaus eines Vierseithofes mit Einfriedung | Wildenauer Straße 18 (Karte)              | um 1800, Umbau bezeichnet 1888 | landschaftstypisches Wohnstallhaus mit original erhaltenem Fachwerkobergeschoss und ortsbildprägender Wirkung, baugeschichtlich von Bedeutung. Am Türstock bezeichnet, Haus älter, Fachwerk-Obergeschoss verschiefert und verbrettert, guter Originalzustand mit originalen Fenstergrößen, hohes Krüppelwalmdach, Erdgeschoss massiv und verändert, zwei Türstöcke von 1888, preußisches Kappengewölbe aus gleicher Zeit im Stall- und Flurbereich, wichtig für Ortsbild durch dominante Lage an Wildenauer Straße, sieben Zaunsäulen mit Eichel aus Granit bekrönt, mit originalen Zaunsäulen am Bauerngarten. Zaun mit Säulen vor 2010 beseitigt. | 09245772 |
| Direkt Bild zu diesem Denkmal hochladen | Seitengebäude eines Vierseithofes | Wildenauer Straße 19 (Karte)              | bezeichnet 1806                | Landschaftstypisches Seitengebäude (Torhaus in Fachwerkbauweise) in gutem Originalzustand mit ortsbildprägender Wirkung, baugeschichtlich von Bedeutung. Torhaus, am Schlussstein der Tordurchfahrt bezeichnet, Fachwerk-Obergeschoss verbrettert, Satteldach, an Hofseite Treppenaufgang zum Obergeschoss außen, Erdgeschoss massiv, sehr gut erhaltenes Gebäude, wichtig für Ortsbild. | 09245771 |
| Direkt Bild zu diesem Denkmal hochladen | Wohnstallhaus eines ehemaligen Dreiseithofes | Wildenauer Straße 21 (Karte)              | bezeichnet 1819                | Landschaftstypisches Bauernhaus in gutem Originalzustand mit ortsbildprägender Bedeutung, Fachwerkbau mit schönem Türportal, baugeschichtlich von Bedeutung. Fachwerk-Obergeschoss, Satteldach mit liegendem Dachstuhl, dort Verblattungen, ansonsten alle Holzverbindungen durch Verzapfen, Erdgeschoss massiv, eventuell im Stubenbereich Reste der Blockbauweise oder Fachwerk, schönes Türportal, Schlussstein herzförmig ausgeprägt mit Inschrift, gleiches Portal am Stallteil, Obergeschoss verbrettert, Fenstergrößen original erhalten, Einfriedung mit alten Zaunsäulen vor 2010 beseitigt. | 09245770 |

## Wolfersgrün
| Bild                                    | Bezeichnung | Lage                                 | Datierung                  | Beschreibung | ID       |
| --------------------------------------- | --- | ------------------------------------ | -------------------------- | --- | -------- |
| Direkt Bild zu diesem Denkmal hochladen | Gedenkstein für die Opfer des Faschismus                                                                                      | Dorfstraße (Karte)                   | nach 1945 (Denkmal)        | Begräbnisort?, geschichtlich von Bedeutung. Granitblock mit Hammer und Sichel, Aufschrift „Ruhm und Ehre“. | 08956109 |
|                                         | Talsperre mit Staudamm, Überlauf mit Wasserkaskaden (Talsperre liegt teilweise auf Gemarkung Hirschfeld, Gemeinde Hirschfeld) | Dorfstraße 2 (Karte)                 | 1922                       | Anlage von technikgeschichtlicher Bedeutung, landschaftsbildprägend. Staudamm aufgeschüttet, Granitschüttung mit Fahrweg, mittig rundes Kontrollhäuschen, Wehrhäuschen aus Granit, kreisförmiger Grundriss, mit spitzer Haube, Wasserkaskadenmauern aus Granit. Wärterhäuschen 1998 abgebrochen, Staudamm und Überlauf teilsaniert, Staudamm befindet sich in Gemeinde Hirschfeld, Gemarkung Hirschfeld, Flstk. 256/2, Staubecken und Funktionsbauten (Wärterhäuschen) auf Gemeinde Kirchberg, Gemarkung Wolfersgrün, Flstk. 135 und 134/1, Talsperre mit 146 Meter langem Staudamm und Überlauf mit Wasserkaskaden, als Vorsperre einer geplanten Trinkwassertalsperre errichtet, staut das Hirschfelder und Crinitzer Wasser, bis 1998 zur Trinkwasserbereitstellung genutzt, seither dem Naturschutz, der Fischerei und zum Teil dem Hochwasserschutz dienend. | 08956982 |
| Direkt Bild zu diesem Denkmal hochladen | Wohnhaus eines Dreiseithofes                                                                                                  | Dorfstraße 3 (Karte)                 | bezeichnet 1906            | Großes gründerzeitliches Backsteinwohnhaus mit aufwendiger Gliederung, straßenbildprägendes Gebäude, baugeschichtlich von Bedeutung. Roter Backsteinbau mit aufwendiger Gliederung in gelbem Backstein, (bis 2006 irrtümlich unter Talsperrenweg 3 in der Denkmalliste). | 08956104 |
| Direkt Bild zu diesem Denkmal hochladen | Gasthof | Dorfstraße 32 (Karte)                | 1795 laut Urkunde Pfarramt | Traditionelles sächsisches Fachwerkhaus von bau- und ortsgeschichtlicher Bedeutung. Laut Urkundenlage als Wohnhaus (mit Branntweinverkauf und Fleischerei) des Friedrich Gottlob Wappler 1795 erbaut, 1862 kommt Materialwarenhandlung hinzu, ab 1887 Konzession für Bier- und Branntweinschank, bis 1991 verschiedene Nutzung. Zweigeschossiger Bau auf rechteckigem Grundriss, Erdgeschoss massiv und verputzt, leicht modernisiert und verändert, Fachwerk-Obergeschoss regelmäßig und strebenreich, Giebel verschiefert, Satteldach, Veränderungen reversibel: Dachliegefenster, neue Fenster ohne Sprossen, traufseitiger massiver zweigeschossiger Anbau. | 08956023 |
| Direkt Bild zu diesem Denkmal hochladen | Seitengebäude eines Vierseithofes                                                                                             | Dorfstraße 35 (Karte)                | 2. Hälfte 18. Jahrhundert  | Sehr langgestreckte Fachwerk-Stallscheune, Hausteil mit vorkragendem Obergeschoss mit zugesetzter Oberlaube, Seltenheitswert, baugeschichtlich und wirtschaftsgeschichtlich von Bedeutung. Preußisches Fachwerk, vorkragendes Obergeschoss, fünfjochig mit zugesetzten Rundbögen. | 08956094 |
| Direkt Bild zu diesem Denkmal hochladen | Wohnhaus eines Zweiseithofes                                                                                                  | Dorfstraße 42 (Karte)                | bezeichnet 1905            | Stattliches Gründerzeitgebäude, mit straßenbildprägendem Giebel, baugeschichtlich von Bedeutung. Zweigeschossiger Massivbau mit aufwendiger Putzgliederung und kräftigen profilierten Fensterverdachungen mit kleinen Rosetten. | 08956100 |
| Direkt Bild zu diesem Denkmal hochladen | Kriegerdenkmal für die Gefallenen des Ersten Weltkrieges                                                                      | Dorfstraße 42 (neben) (Karte)        | nach 1918 (Kriegerdenkmal) | Bestehend aus drei einzelnen Stelen mit Inschrift, ortshistorische Bedeutung. | 08956101 |
| Direkt Bild zu diesem Denkmal hochladen | Scheune eines Bauernhofes | Dorfstraße 44 (Karte)                | Anfang 20. Jahrhundert     | Überaus stattliche Scheune, straßenbildprägender Fachwerkbau, baugeschichtlich und wirtschaftsgeschichtlich von Bedeutung. Sehr große, breit gelagerte Holzkonstruktion, Mansardendach mit Schopf. | 08956099 |
| Direkt Bild zu diesem Denkmal hochladen | Wohnhaus | Dorfstraße 62 (Karte)                | um 1880/90                 | Gründerzeitliches Backstein-Wohnhaus, baugeschichtlich von Bedeutung, eines der wenigen Ziegelsteinhäuser des Ortes, baugeschichtlich von Bedeutung. Eingeschossig, über leicht hakenförmigem Grundriss roter Backstein mit gelben Gliederungen. | 08956093 |
| Direkt Bild zu diesem Denkmal hochladen | Häuslerhaus | Dorfstraße 72 (Karte)                | 1. Hälfte 19. Jahrhundert  | Fachwerk-Häuslerei, straßenbildprägend, baugeschichtlich und sozialgeschichtlich von Bedeutung. Erdgeschoss massiv, Obergeschoss Fachwerk, Giebel verkleidet. | 08956095 |
| Direkt Bild zu diesem Denkmal hochladen | Wohnstallhaus und Stallscheune eines Zweiseithofes                                                                            | Dorfstraße 76 (Karte)                | bezeichnet 1904            | Gründerzeitliche aus Backsteinbauten, als bäuerliche Gebäude von Seltenheitswert, baugeschichtlich von Bedeutung. Wohnstallhaus: über hohem Sockel aus Polygonmauerwerk großer zweigeschossiger Baukörper in rotem Backstein, Gliederung der Gesimse und Fenster in gelbem Backstein, an Wohnhaus und Stallscheune Giebel mit Zierschnitzwerk. | 08956096 |
| Direkt Bild zu diesem Denkmal hochladen | Wohnhaus eines Dreiseithofes                                                                                                  | Dorfstraße 78 (Karte)                | um 1800                    | Straßenbildprägendes, langgestrecktes, schmales Fachwerkwohnhaus, baugeschichtlich von Bedeutung. Erdgeschoss durch vergrößerte Fenster zum Teil verändert, Obergeschoss Fachwerk mit Schiefergiebel, Dachhäuschen. | 08956097 |
| Direkt Bild zu diesem Denkmal hochladen | Wohnhaus eines Vierseithofes                                                                                                  | Dorfstraße 80 (Karte)                | bezeichnet 1783            | Straßenbildprägendes, großes, breitgelagertes Fachwerkwohnhaus (Fachwerk-Obergeschoss verputzt), baugeschichtlich von Bedeutung. Erdgeschoss massiv, Obergeschoss Fachwerk, vollständig verputzt, Krüppelwalmdach. | 08956105 |
| Direkt Bild zu diesem Denkmal hochladen | Wohnhaus (Nr. 49c) und Scheune (Nr. 49b) eines Bauernhofes                                                                    | Lengenfelder Straße 49b; 49c (Karte) | um 1700                    | Bildprägende Lage am Ortseingang, Wohnhaus mit altertümlicher Fachwerkkonstruktion (Andreaskreuze), baugeschichtlich von besonderer Bedeutung. - Wohnhaus (49c): Bereits saniert, Erdgeschoss massiv, Obergeschoss Fachwerk, aufgebrettert, im Giebel Feuerböcke, Giebeldreieck verbrettert, - Scheune (49b): Holzkonstruktion auf massivem Unterbau. | 08956131 |
| Direkt Bild zu diesem Denkmal hochladen | Seitengebäude eines Vierseithofes                                                                                             | Lengenfelder Straße 53 (Karte)       | Mitte 18. Jahrhundert      | Fachwerk-Wirtschaftsgebäude eines Bauernhofes mit fünfjochiger Oberlaube, eines der wenigen Beispiele im Ort, Seltenheitswert, wirtschaftsgeschichtlich und baugeschichtlich von Bedeutung. Erdgeschoss stark verändert. | 08956102 |
| Direkt Bild zu diesem Denkmal hochladen | Vierseithof, bestehend aus Wohnstallhaus, Seitengebäude (mit Oberlaube) und Scheune (weiteres Seitengebäude kein Denkmal)     | Talsperrenweg 9 (Karte)              | um 1610 laut Auskunft      | Gut erhaltene Hofanlage mit baugeschichtlich, wirtschaftsgeschichtlich und sozialgeschichtlich bedeutsamen Wohn- und Wirtschaftsgebäuden, Wohnhaus mit Granit-Stichbogenportal und seltener Fachwerkkonstruktion (geschweifte Andreaskreuze, aufgeblattete Kopfstreben), ein Seitengebäude mit seltener Oberlaube. - Wohnstallhaus: Geschätzte Bauzeit um 1650, Bauzeit laut mündlicher Überlieferung 1609, stattlicher zweigeschossiger Bau, rechteckiger Grundriss, Erdgeschoss massiv unterfahren (vermutlich 1805 – Bruchstein verputzt), Granit – Stichbogenportal mit Schlussstein und Ohren, am Schlussstein bezeichnet „1805 WS“ (für Umbauphase), Fenstereinfassungen im Stubenbereich Naturstein mit Hohlkehlung, Fensteröffnungen mit Holzklappläden aus der Umbauzeit um 1805, am Rähm des Erdgeschosses befinden sich Blattsassen für die ursprünglich vorhandenen Kopfstreben des Umgebindes, profilierte Füllhölzer zwischen Rähm Erdgeschoss und Schwelle, Obergeschoss Fachwerk mit aufgeblatteten Kopfstreben und Andreaskreuzen (Feuerböcke, pro Gefach einer), Fachwerk mit einem Brustriegel (vorstehend mit Profilierung), ein Fachwerkgefach bezeichnet „W S“, im Obergeschoss heute sechs Fensterachsen an der Hoftraufseite, ein Giebel massiv, dort entstellende Fensteröffnungen, rückwärtige Traufseite im Erdgeschoss massiv unterfahren, Fachwerk-Obergeschoss verbrettert, Fensteröffnungen vergrößert, Satteldach mit Heuluke an der Hoftraufseite, - Im Inneren: Bemerkenswerter und seltener originaler Baubestand, - Keller: Mit Tonnengewölbe, Granitplattenbelag, vermutlich um 1600–1650, - Erdgeschoss: Ehemalige Wohnstube rechts neben dem Hausflur mit Lehmstuckdecke, diese bezeichnet „1805“, nachträglich wurde in die Stube eine Trennwand eingezogen, so dass die Stuckdecke nicht mehr vollständig sichtbar ist, 2 mal 2 Fensterachsen, tiefe Fensteröffnungen mit Korbbogenlaibung, in der Stube schöner barocker Einbauschrank neben der Tür, Stubentür – Rahmenfüllungstür mit Knauf von 1805, auch andere Zimmertüren sind Rahmenfüllungstüren von 1805, im Flur neben der Stubentür ehemalige Fensteröffnung mit Natursteinreinfassung erkennbar, weiterhin an den Hausflur anschließend Räucherkammer und Wasserhaus/Milchhaus mit Tonnengewölbe und Granitwassertrog, Stall mit preußischem Kappengewölbe (vermutlich um 1870 verändert), Treppe zum Obergeschoss nicht original, - Im Obergeschoss: Bund- und Zwischenwände Fachwerk mit jeweils einem Riegel und gezapften Streben, Kammergang und Mittelflur, verschiedene Türen aus dem 17. und 19. Jahrhundert, (teilweise Rahmenfüllungstüren bzw. Brettertüren mit Langbändern), Stube über der Wohnstube ebenfalls mit originaler Rahmenfüllungstür, in diese ehemalige „Gute Stube“ wurde eine Zwischenwand vermutlich um 1900 eingezogen, im Flur des Obergeschosses Reste des alten Schornsteines mit Räucherkammer, diese mit alter Eisentür, - Dachgeschoss: Treppe zum Dachstuhl mit Einschubbrettern, Kehlbalkendach mit doppelt stehendem Stuhl, Stuhlsäulen mit aufgeblatteten Fußstreben, an den Giebelseiten aufgeblattete Kreuzstreben, - Seitengebäude/Stallgebäude: Bauzeit um 1780, ursprünglich Stallscheune, zweigeschossig, teilweise überformt, heute Erdgeschoss massiv und Obergeschoss Fachwerk, Holzverbindungen alle gezapft, Reste des Laubenganges mit drei Bögen (dort Knaggen) noch erhalten, Holzbrüstung, das Obergeschoss wird durch eine Außentreppe mit Einschubbrettern über den Laubengang erschlossen (ursprünglich an anderer Stelle eingebunden), zwischen dem Erdgeschoss und dem Obergeschoss blieben eine profilierte Schwelle und Füllhölzer erhalten, Gebäude nachträglich massiv unterfahren, wobei die Decke zwischen Erdgeschoss und Obergeschoss angehoben wurde, Satteldachabschluss, - Innen: Im Obergeschoss blieb eine Kammer noch weitgehend original erhalten, dort die Ausfachung mit Holzstaken und Lehm, zum Aufbringen von Putz blieben Vertiefungen erhalten, diese Kammer diente vermutlich ursprünglich als Ausgedingekammer, das Erdgeschoss entstellend verändert, unter anderem durch Garageneinbau, - Scheune: Bauzeit erste Hälfte 19. Jahrhundert, eingeschossig mit Drempel, Bruchsteinsockel, Fachwerk verbrettert, - Satteldach Innen: Originale Raumstruktur mit einer Tenne und zwei Bansen erhalten, alle Holzverbindungen gezapft, Tennenboden aus Bohlen, Hausgeschichtlich bemerkenswerter Bauernhof in sehr gutem Originalzustand. | 08956103 |